# Créole réunionnais
Ne doit pas être confondu avec français réunionnais.
 (mars 2016).

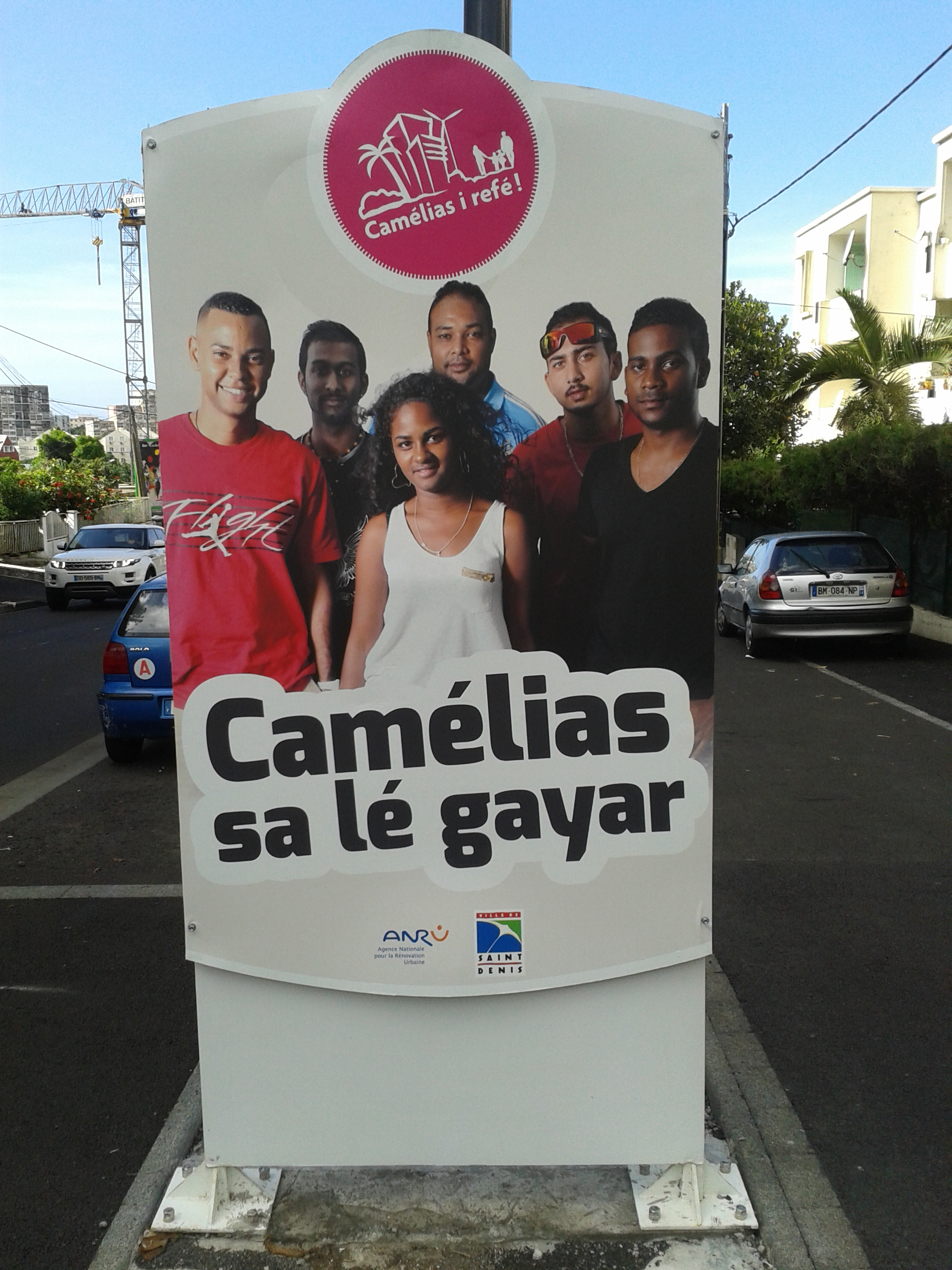
Panneau en créole réunionnais : Camélias sa lé gayar - Les Camélias, c'est génial

Le créole réunionnais est un créole à base lexicale française parlé à La Réunion. Il est issu surtout de la langue d'oïl (principalement des dialectes du nord-ouest comme le français, le normand et le gallo), qui a reçu l'influence des langues d'autres ethnies venues s'installer dans l'île, telles que le malgache, l'indo-portugais et le tamoul.
Le créole réunionnais s'est formé à l'époque de la colonisation française, à partir de la rencontre et des apports respectifs d'une part des esclaves proches des maîtres parlant un français déformé, et d'autre part de nouveaux esclaves aux origines linguistiques variées (africains, malgaches et indiens).

## Usage
L'usage du créole est très répandu chez les Réunionnais qui l'utilisent quotidiennement, aussi bien à la maison (« la kaz ») qu'au travail, mais il ne s'oppose aucunement à l'usage du français — la langue nationale — ni ne le concurrence, puisque ce dernier reste très majoritaire à l'écrit. Selon les circonstances, le locuteur utilisera l'une ou l'autre langue ou même les deux. On parle de situation de continuum linguistique ; les Réunionnais sont donc bilingues. Contrairement au créole mauricien, qui était plus proche du français mais qui s'en éloigne, le créole réunionnais suit le mouvement inverse du fait de l'influence permanente de la culture française sur les médias et du français sur la vie de tous les jours. Le créole réunionnais (créole bourbonnais) est parlé aussi bien par des réunionnais sur l'île qu'en Europe, en Amérique du Nord.

## Langue des Outre-mer

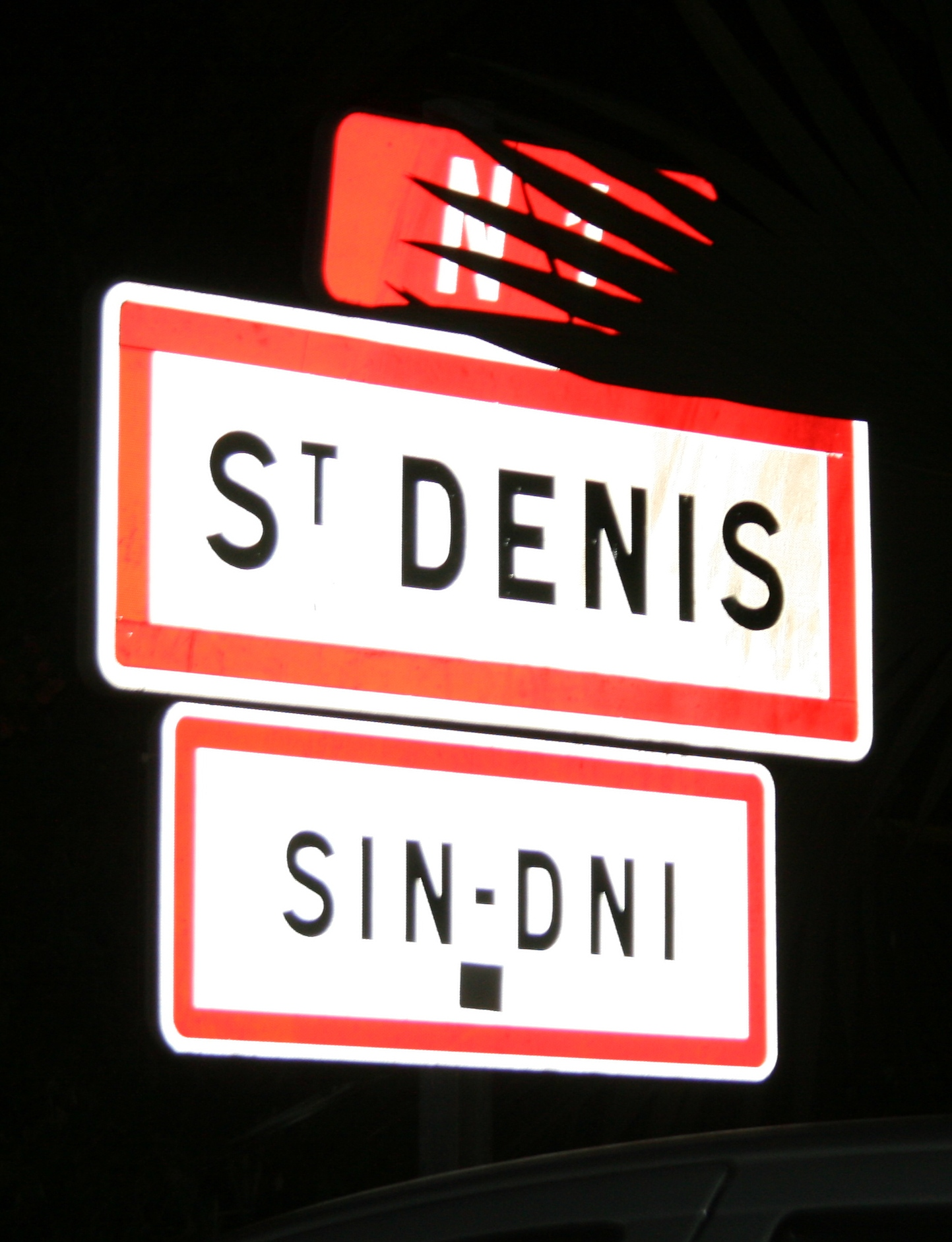
Entrée d'agglomération de la ville de Saint-Denis en version bilingue

Le ministère de la Culture distingue les langues régionales des langues des Outre-mer auxquelles appartiennent les créoles, tel le créole réunionnais. Depuis 2005, le créole réunionnais peut être enseigné dans les écoles primaires et est étudié à l'université de La Réunion. Il dispose d'un office de la langue créole : Lofis La Lang Kréol, qui soutient des projets sur le territoire pour l'apprentissage de la langue. Le créole est la langue du Maloya, pendant la période de l'esclavage. Les artistes comme Danyèl Waro, Firmin Viry, Ousanousava, Maya Kamaty, Baster, Ziskakan, Kréolokoz, Kaliko Muzik Band chantent en créole et mettent en avant la langue régionale réunionnaise. Certaines villes (ex. : Le Port, Saint-André) ont adopté les deux langues, en signant la charte du bilinguisme de Lofis La Lang Kréol. Dès le 19e siècle, des écrivains mettent en lumière la poésie de la langue créole comme Louis-Timagène Houat dans Les Marrons (1844) ou Marius et Ary Leblond dans le roman Le Zèzère (1903).

## Prononciation
En créole réunionnais, il n'existe actuellement aucun système de transcription écrit officiel, plusieurs ont été créés afin de répondre aux besoins des Réunionnais sans qu'aucun n'ait pu s'imposer.
Les règles de prononciations suivantes sont celles du système Tangol, présent dans la majorité de cet article.

### Les voyelles
- a se prononce comme en français. On rencontre parfois â. L'accent circonflexe sert simplement à distinguer deux homonymes, mais la prononciation reste la même : kal « s'arrêter », kâl « calme », « écailler ».

- La voyelle é /e/ est plus longue en créole que dans le français « été » : lalfabé « alphabet », oté « dis donc, salut ».
- La voyelle è se prononce [ɛ], elle est proche du français : « fèr », « faire » : sèr, « cacher », « ramasser », « mettre de côté ».

Mais e après une consonne nasale (m ou n) indique une prononciation avec consonne nasale et non pas voyelle nasale : lame « lame » et fine se prononcent respectivement [lam], [fin].
- ë est plus grave que e. Pour le réaliser dans sër « sœur », choisissez une prononciation intermédiaire entre les voyelles françaises de « sœur » et « serre » : flër « fleur », lodër « odeur ».

Attention ! Quand ë se place en fin de syllabe comme dans krë « profond » ou blë « bleu », la prononciation es intermédiaire entre « feu » et « fée ». Selon les variantes locales, le ë peut se prononcer « eu », « è », « o » ou encore « ou ».
- Pour réaliser ï dans rï « rue », choisissez une prononciation intermédiaire entre les voyelles françaises de « riz » et « rue » : fïmé « fumer », okïp « s'occuper », plis « plus », la plï « la pluie ». Selon les variantes du créole, le ï peuvent se prononcer « u » (créole des hauts) ou « i » (créole des bas).

- La voyelle o se prononce de manière très fermée /o/ après une consonne : koko « coco », loto « voiture ».

Mais devant une consonne, le o se prononce de manière très ouverte /ɔ/ comme dans le français « colle » ou « sol ».
- Lorsqu'elle sépare deux voyelles, h est une lettre muette : fahame (espèce d'orchidée) se prononce (fa-ame), Lého (milieux d'altitude) [lé-o], mahï « maïs » [ma-i].

### Les voyelles nasales
- Dans les combinaisons an, on et in, les voyelles sont nasales : an se prononce comme dans le français « tant », on comme dans « mouton », in comme dans « matin ». L'accent créole allonge les voyelles nasales en début de mot : tant « panier », tantine « copine », longani « longane », gongon « quignon », Anpar (prononcer anpor) « s'emparer, prendre ou accueillir ».

Exceptions : bien « bien », tienbo « tenir », vint-é-in « vingt et un ».
- En fin de mot, ces voyelles nasales - an, on, in - peuvent se combiner à une autre consonne nasale : m. La prononciation reste nasale : on prononce une voyelle nasale (an de « tant », on de « mouton » et in de « matin ») puis la consonne m.

anm se prononce [an] + [m] : novanm « novembre ».
onm se prononce [on] + [m] : tonm « tomber ».
inm se prononce [in] + [m] : tinm « timbre ».
- La syllabe française « -bre » est devenue en créole une nasale m : septanm « septembre »
- Les voyelles nasales an, on, in se combinent aussi avec la consonne n. Là encore, on prononce une voyelle nasale (an de « tant », on de « mouton » et in de « matin »] puis la consonne n.

ann se prononce [an] + [ne] : atann « attendre ».
onn se prononce [on] + [ne] : ponn « pondre ».
inn se prononce [in] + [ne] : tinn « éteindre ».
- La syllabe française « -dre » est devenue en créole une nasale n en fin de mot : défand « défendre », « empêcher ».

### Les consonnes et combinaisons de consonnes
- Toutes les consonnes se prononcent avec force en fin de mot : doub « doubler », souk « attraper », bougg « homme », désann « descendre ». On remarque que le réunionnais n'a pas gardé les groupes de consonnes à la fin des mots d'origine française : pâl « palme », lass « asthme ».
- Pour différencier deux mots qui se prononcent de la même façon, on double la consonne : rant « entre » ≠ rantt « rentrer » ; mont « monter » ≠ montt « montrer ». De même, on double les consonnes s et g à la fin de certains mots pour éviter les confusions avec le français : pass passer (≠ pas), romanss « chanson » (≠ romans), largg « lâcher » (≠ large).
- Attention, la lettre g se prononce toujours [g] comme dans « gâter » ou « griffe », jamais [ʒ] comme dans « nuage » : gadianm « chouette », get « regarder », gitar « guitare ».
- La lettre r à l'initiale, comme dans rougay ou bred n'est pas loin du « r » français de « roue », « raide ». En fin de syllabe et de mot, la prononciation est bien relâchée, proche de celle d'une voyelle longue et profonde : artourn « revenir ». D'ailleurs, la présence de ce r allonge les voyelles orales.
- Trois consonnes - sh, zh et nÿ - n'ont pas d'équivalent en français. On peut les considérer comme des consonnes intermédiaires dans la mesure où elles se situent entre deux sons connus en français.

sh correspond à une consonne sourde. Le son sh se réalise entre le « ch » de « chat » et le « s » de « sa » : shapé « s'échapper », bash « poser un lapin ». Selon les variantes il peut se prononcer clairement « s » (Créole des bas) ou « ch » (Créole des hauts).
zh note une consonne sonore. Elle correspond à un son intermédiaire entre le « z » de « zone » et le « j » de « jaune » : la zhol « prison », zhako « singe », kazho « cageot », lazh « âge ». Selon les variantes locales du créole, il peut se prononcer franchement « j » (Créole des hauts) ou « z » (Créole des bas).
nÿ note un son propre à plusieurs créoles (mauricien, seychellois, Principe). Il combine un peu de consonne nasale et de voyelle mouillée : n se prononce un peu comme « gne » dans « pagne » et ÿ comme le son « -aille » de « paille » [y] : pinÿ « peigne » [pin] + [-aille], konÿ « cogner » [con] + [-aille], binÿ « se laver, nager » [bin] + [-aille]. Selon les variantes locales il peut se prononcer franchement gn ou nÿ.

### Les semi-consonnes
Deux semi-consonnes correspondent, comme le nom l'indique, à des sons intermédiaires entre consonne et voyelle.
- La semi-consonne [w] se prononce [oi] comme dans « mois », « oie » ou « watt ». Elle s'écrit oi dans les mots créole d'origine française : piédboi « arbre », poi-ron « petit pois ». Dans les autres mots créoles, elle s'écrit w : pwak « brûle ». Quand elle est suivie d'une consonne nasale (in) on écrit -oin et on prononce comme dans le français « loin » : amoin « me », loin « loin », poin « pas ».
- y se prononce comme dans le français « paille », « kayak » : kayé, papay.

À l'intérieur d'un mot, après une consonne, on prononce en deux temps : zoryé « oreiller » [zor-y é], maryé « se marier » [mar-y é].
- ui se prononce comme dans le français « fuir » : fuiyapin « fruit de l'arbre à pain », kiyer « cuillère ».

### Alphabet créole réunionnais
| Créole réunionnais | Français    | Prononciation standard (API)                                                                                               |
| ------------------ | ----------- | --- |
| a                  | a           | /a/ |
| b                  | b           | /b/ |
| d                  | d           | /d/ |
| e                  | è           | /ɛ/ |
| ë                  | eu, è       | /ɜ/ |
| é                  | é           | /e/ |
| f                  | f           | /f/ |
| g                  | g ou gu     | /g/ |
| h                  |             | h est muet quand il sépare deux voyelles, il sert aussi à former d'autres sons                                             |
| i                  | i           | /i/ |
| ï                  | i ou u      | /ɨ/ |
| k                  | k, c ou qu  | /k/ |
| l                  | l           | /l/ |
| m                  | m           | /m/ |
| n                  | n           | /n/ |
| o                  | o           | /ʌ/ |
| ou                 | ou          | /u/ |
| p                  | p           | /p/ |
| r                  | r           | à l'initiale, [ʁ] comme en français, il est relâché [ɰ] en fin de syllabe et de mot, prolongeant la voyelle qui le précède |
| s                  | s, ç, ou ss | /s/ |
| t                  | t           | /t/ |
| ui                 | ui          | se prononce comme en français                                                                                              |
| v                  | v           | se prononce comme en français                                                                                              |
| w                  | w           | /w/ |
| y                  | y           | /j/ |
| z                  | s, z        | /z/ |
| nÿ                 |             | /j̃/ |

c, j, q, u et x ne sont utilisés que dans les emprunts ou les digraphes ou et ui.

## Variations du créole
On peut distinguer des variations du créole. On ne peut résumer ce fait par l'opposition créole des hauts et créoles des bas du fait de la migration et des échanges constants de la population. Il y a des variations du créole réunionnais comme dans d'autres langues : les Parisiens ne parlent pas comme les Marseillais. Ainsi, des Réunionnais des régions nord et littorales vont préférer le son « i » pour le pronom personnel sujet « li » (« il »), plutôt que le son « u » = « lu » utilisé dans le « créole des hauts » et dans le sud. Aujourd'hui se dira « zordi » en « créole des bas » (Kréol Kaf) et « jordu » en « créole des hauts » (Kréol « blan »). Attention, les appellations « Kréol kaf » et « Kréol blan » sont incorrectes bien qu'usitées car il existe des « Kaf » utilisant le Créole dit « des hauts » et des « Blan » utilisant le Créole dit « des bas ».
- Exemple des différences entre créole des hauts et créole des bas :
  - Créole des Bas : Dabitid onz èr m'i sar réstoran Sinoi manz lo rin sounouk ék brinzèl. Soman azordi m'i rèt mon kaz pou manz Ti zak boukané. Si Sinoi-là té mazine son manzé té méyèr, li tronp ali ; astèr m'i sar rèt mon kaz minm pou manzé ! Sanm la fami ni va pi alé manz laba !
  - Créole des Hauts : Dabitud onz eur mi sa réstoran chinoi pou manj  rin sounouk ek brinjèl. Jordu pa pareil, mi rèste mon kaz pou manj ti jak boukané. Si chinoi-là la panse son manjé té méyeur, lu la tronp alu ; aster mi ress  mon kaz pou manjé. Ek  la famiy nou sa pu  manje ter la .
  - .traduction en français : Habituellement, le midi je vais au restaurant chinois manger de la darne de Snoek avec de l'aubergine. Mais aujourd'hui, je reste chez moi pour manger du « Petit-jacques boucanée ». Si le Chinois pensait que sa cuisine était la meilleure, il se trompe ; Désormais, je resterai chez moi pour manger. Ma famille et moi, nous n'irons plus manger là bas.

## Écriture du créole
Évoqué dans les écrits datant de la deuxième décennie du XVIIIe siècle, le créole réunionnais est avant tout une langue parlée. Une tradition écrite existe malgré tout depuis 1828 et les Fables créoles de Louis Héry, bien que son implantation soit difficile comme pour toute langue jeune. Elle s'est traduite par la rédaction d'une grammaire et de dictionnaires [D. Baggioni ; A. Armand], ainsi que par l'emploi du créole dans les médias, l'écriture de nombreux recueils de poésie, des romans, de bandes dessinées. Une entente reste encore à trouver : quelle graphie ?
Avant les années 1970, la graphie se faisait uniquement avec les phonèmes français. Le texte à l'écrit restait assez accessible à un locuteur francophone. Entre les années 1970 et 1990, d'autres types de graphies sont apparus avec plus d'accent sur les aspects phonologiques et phonétique : la graphie 77 et la graphie 83 (KWZ). La graphie KWZ fut proposée car elle rassemblait en ses trois lettres des îles, républiques ou pays créolophones, elle pose comme possible une écriture partagée par les créolophones. Aucune graphie ne s'est imposée réellement face aux autres.
Depuis que les textes imposent l'enseignement du créole à l'école (2001), le besoin d'une graphie logique est apparu. Le Tangol a été proposé, mais ne s'est pas imposé non plus. Il est donc demandé aux élèves d'avoir une écriture cohérente, dans la graphie de leur choix.
| graphie Tangol | graphie KWZ | graphie étymologique |
| --- | --- | --- |
| Lë Korbo ek lë Rënar Konper Korbo, anler in piédboi, Té tienbo dan son bek in formazh. Konper Rënar, ki té anbet son boush, La di alï paroli-là : « Wopé ! Adië, Mëssië Korbo. Ou lé bien zholi ! I arsanm ou lé gadianm ! M'i manti pa, si out shanté Lé parey out plïm, Ou lé lë plï zholi zoizo dann boi-là. » Lë Korbo ki antann sa, i santi alï tarzé ; Epi pou amontt son zholi voi, Lï rouver gran son bek é lï kit son manzhé shapé. Lë rënar i kap alï, épissa i di : « Mon bon Mëssië, Aprann aou tout tarzër I viv soupléyan sat i akout alï : Lamontrazh-là i vo bien inn formazh, sëmanké. » Lë Korbo, k'na ont épi lé annuiyé, La zhiré, sëman tar minm, k'i ginÿ arpï trap alï. | Lo Korbo ék lo Ronar Konpèr Korbo, anlèr in pyédbwa, Té tyinbo dan son bèk in formaz. Konpèr Ronar, ki té anbèt son bous, La di ali paroli-là : « Wopé ! Adyé, Misyè Korbo. Ou lé byin zoli ! I arsanm ou lé gadianm ! M'i manti pa, si out santé Lé parèy out plim, Ou lé lo pli zoli zoizo dann bwa-là. » Lo Korbo ki antann sa, i santi ali tarzé ; Epi pou amont son zoli vwa, Li rouvèr gran son bék é li kit son manzé sapé. Lo ronar i kap ali, épisa i di : « Mon bon Misyé, Aprann aou tout tarzèr I viv soupléyan sat i akout ali : Lamontraz-là i vo byin in formaz, somanké. » Lo Korbo, k'na ont épi lé annwiyé, La ziré, soman tar minm, k'i ginÿ arpi trap ali. | Le Corbeau avec le Renard Compère Corbeau, en l'air un pied-de-bois, L'était tient bon dans son bec un fromage. Compère Renard, qui l'était embête son bouche, L'a dit à li parolie-là : « Wopé ! Adieu, Monsieur Corbeau. Vous l'est bien joli ! Y ressemble vous l'est gadiambe ! Mi mentis pas, si vot' chanté L'est pareil vot' plume, Ou l'est le plus joli z'oiseau dans l' bois-là. » Le Corbeau qui entend' ça, y sentit à li tarzé ; Et puis pour à mont' son jolie voix, Li rouvert grand son bec et li quitte son mangé chapper. Le renard y cappe à li, et puis ça y dit : « Mon bon Monsieur, Apprend' à vous toute tarzeur Y viv' souplaillant cette y acoute à li : La-montrage-là y vaut bien un fromage, surement-que. » Le Corbeau, qu'na honte et puis l'est ennuyé, L'a juré, seulement tard même, qu'y gagnera plus trappe à li. |

## Phonologie
Voir Phonologie du créole réunionnais : unité et diversité, par Gillette Staudacher-Valliamée,

### Consonnes
|           | Bilabiale | Labio-dentale | Dentale | Alvéolaire | Rétroflexe | Palatale | Vélaire | Labio-vélaire | Uvulaire |
| --------- | --------- | ------------- | ------- | ---------- | ---------- | -------- | ------- | ------------- | -------- |
| Occlusive | p b       |               | t d     |            |            |          | k g     |               |          |
| Nasale    | m         |               | n       |            |            |          |         |               |          |
| Fricative |           | f v           | s z     | s z        | ʂ ʐ        |          |         |               |          |
| Spirante  |           |               | l       |            | (ɭ)²       | j j̃      | (ɰ)¹    | w             | ʁ¹       |

- ¹ Il y a plusieurs variantes allophones du son "r". Avant une autre consonne ou à la fin d'un mot, [ʁ] devient [ɰ], ou bien disparaît complètement. Chez certains locuteurs, la spirante vélaire remplace complètement la spirante uvulaire.
- ² /l/ peut être réalisé comme une spirante rétroflexe /ɭ/, suivant les locuteurs.
- Les fricatives alvéolaires ne se distinguent pas toujours des fricatives rétroflexes.
- /s/ et /z/ peuvent être dentales ou alvéolaires, suivant les locuteurs.
- Le "l" peut être dental ou rétroflexe, suivant les locuteurs.

### Voyelles
|            | Antérieure | Centrale | Postérieure |
| ---------- | ---------- | -------- | ----------- |
| Fermée     | i          | ɨ        | u           |
| Mi-fermée  | e          |          | (o)         |
| Mi-ouverte | ɛ ɛ̃        | ɜ        | ʌ ɔ̃         |
| Ouverte    | a          |          | (ɑ) ɑ̃       |

- Lorsqu'elles sont suivies d'un r, les voyelles deviennent plus longues.
- /a/ se rétracte devant r et l.
- /ɑ/ et /o/ sont allophones de /a/ et /ʌ/, respectivement.
- Contrairement au français, il n'y a pas de distinction entre voyelles arrondies et non arrondies en créole réunionnais. Ainsi le [y] et le [ø] en français sont prononcés [ɨ] et [ɜ] dans les variétés des hauts, résultat d'une centralisation, et [i] et [ɛ] dans les bas, auquel cas la distinction disparaît complètement.

## Nombres
| Nombres | Créole réunionnais | Nombres       | Créole réunionnais |
| ------- | ------------------ | ------------- | ------------------ |
| 0       | Zéro               | 29            | Vint-nëf           |
| 1       | Inn                | 30            | Trant              |
| 2       | Dë                 | 31            | Trant-é-ën         |
| 3       | Troi               | 32            | Trann-dë           |
| 4       | Kat                | 33            | Trann-troi         |
| 5       | Sink               | 34            | Trann-kat          |
| 6       | Siss               | 35            | Trann-sink         |
| 7       | Set                | 36            | Trann-siss         |
| 8       | Uit                | 37            | Trann-set          |
| 9       | Nëf                | 38            | Trant-uit          |
| 10      | Diss               | 39            | Trant-nëf          |
| 11      | Onz                | 40            | Karant             |
| 12      | Douz               | 41            | Karant-é-ën        |
| 13      | Trez               | 50            | Sinkant            |
| 14      | Katorz             | 51            | Sinkant-é-ën       |
| 15      | Kinz               | 60            | Soissant           |
| 16      | Sez                | 61            | Soissant-é-ën      |
| 17      | Disset             | 70            | Soissann-diss      |
| 18      | Dizuit             | 71            | Soissant-é-onz     |
| 19      | Diz-nëf            | 80            | Katrëvin           |
| 20      | Vin                | 81            | Katrëvin-ën.       |
| 21      | Vint-é-ën          | 90            | Katrëvin-diss      |
| 22      | Vinn-dë            | 91            | Katrëvin-onz       |
| 23      | Vinn-troi          | 100           | San                |
| 24      | Vinn-kat           | 1.000         | Mil                |
| 25      | Vinn-sink          | 10.000        | Diss-mil           |
| 26      | Vinn-siss          | 100.000       | San mil            |
| 27      | Vinn-set           | 1.000.000     | In-milion          |
| 28      | Vint-uit           | 1.000.000.000 | In-miliar          |

## Grammaire

### Les pronoms personnels
| Créole réunionnais        | Français |
| ------------------------- | -------- |
| Alimème ou Alumème ou Alu | Se, soi  |

#### Comme Sujet
| Créole réunionnais                                                     | Français          | Ils marquent l'intimité entre (amis ou couple) | pouvant marquer l'affection ou l'irrespect | des variantes régionales |
| ---------------------------------------------------------------------- | ----------------- | ---------------------------------------------- | ------------------------------------------ | ------------------------ |
| mwin (moin), mi (moin i raccourci à mi avec le préverbal i au présent) | je                |                                                |                                            |                          |
| to, ou, vou, vi, wi                                                    | tu                | Toué et Ti                                     | Toué                                       | vi et wi                 |
| li, lu, (el, Ali ou Alu)                                               | il, (elle)        |                                                |                                            |                          |
| nou, na, ni, anou                                                      | nous              |                                                |                                            |                          |
| Zot, vi, azot                                                          | vous              |                                                |                                            |                          |
| banna, zot, azot                                                       | ils, [elles], eux |                                                |                                            |                          |

#### Comme Objet
| Créole réunionnais           | Français       | Locution interjective |
| ---------------------------- | -------------- | --------------------- |
| Amoin                        | moi, me        |                       |
| Mi                           | Me             |                       |
| Ta mwin                      | à moi, moi     | à moi                 |
| Mwin, Mi, amwin              | Moi            |                       |
| aou, avou, toué ou Ou ou Aou | toi            |                       |
| Aou ou atoué                 | te             |                       |
| Ali, ahi ou Alu              | lui, le, la    |                       |
| anou                         | nous           |                       |
| Azot, zot, lot               | vous autres    |                       |
| Azot                         | les, leur, eux |                       |

#### Les adjectifs possessifs ou déterminant possessif et forme d'adjectif possessif
| Créole réunionnais | Français | uniquement utilisé pour le masculin |
| ------------------ | -------- | ----------------------------------- |
| mon, ma            | mon, ma  |                                     |
| ton, to, out, ot   | ton, ta  | to                                  |
| son, so            | son, sa  |                                     |
| nout               | nôtre    |                                     |
| zot                | vôtre    |                                     |
| zot                | leurs    |                                     |

### Pronoms possessifs
| Créole réunionnais                                                               | Français                            |
| -------------------------------------------------------------------------------- | ----------------------------------- |
| (Sad mwin), [Lamiene, lamyinn, satlamiene], lémiene, lémyinn                     | (Le mien), [la mienne], les miennes |
| (Lévot, Sad li oubien Sad ou), [satoué], Létyinn oubien Létyèn                   | (Le tien), [la tienne], les tiennes |
| Sadli, [Lasièn], Lésièn, léssyinn, satlassiene (-lassyinn, -léssiene, -léssyinn) | Le sien, [la sienne], les siennes   |
| Sadnou                                                                           | Le (la) (les) nôtre(s)              |
| [Lanot], (Lénot), satlanot, satlénot                                             | Le nôtre, [la nôtre], (les nôtres)  |
| [Lavot], (lévot), satlavot, satlévot                                             | Le vôtre, [la vôtre], (les vôtres)  |
| Sadzot                                                                           | Le (la) (les) vôtre(s)              |
| Sadzot                                                                           | Le (la) (les) leur(s)               |
| Lézot                                                                            | Le (la) (les) leur(s)               |

Chacune des variantes s'utilise indifféremment ; on peut tout aussi bien dire Sa lamiene sa ! (C'est le mien/la mienne/les miennes) que Sa lémyinn sa !, Satlémienne sa !, ou encore Sa satmoin sa !, sans considération de genre, de nombre ou de contexte.

### Adverbes et pronoms interrogatifs
| Créole réunionnais               | Français |
| -------------------------------- | --- |
| Adbout ou dobout                 | Debout |
| a désand                         | En dessous de; au plus |
| a fié                            | De confiance |
| Afon ou ablok                    | Complètement |
| a fon                            | À fond ; complètement |
| Afors ou aforstan                | 1.À force de ; tant. 2.Tant et si bien |
| a kot                            | À la côte |
| a kot                            | Côtelé exemple de phrase : Sousou lé a kot. Le chouchou est côtelé. |
| anbié, an bob                    | Obliquement |
| an brèz ou an brèz dofé          | Très en colère |
| An bwa karant                    | Impeccablement |
| andsou                           | 1. En dessous (de). 2. Sournoisement; hypocritement |
| an fors                          | En force |
| Ankor                            | Encore |
| Ala ou alala                     | Voilà |
| a la fil                         | À la file ; l'un derrière l'autre |
| a lèstim                         | Au jugé ; au coup d'oeil |
| Asé                              | Assez |
| Ansiènman                        | Anciennement ; autrefois ; auparavant ; jadis |
| aprédomin                        | Après-demain |
| apréla ou aprésa                 | 1. Après; ensuite. 2. Après cela; ensuite ; et puis |
| Aprosan                          | 1. Environ. 2. Vers ; aux environs de |
| Astèr                            | Maintenant ; à présent ; aujourd'hui ; désormais |
| ant ant                          | 1. De temps en temp. 2. De place en place |
| Avan                             | Auparavant ; autrefois ; auparavant ; jadis |
| avansa                           | Avant cela ; tout d'abord; en premier lieu |
| Bo                               | Beau |
| Bonpë, takon, tralé              | Beaucoup |
| Dabor                            | D'abord; au préalable |
| daborinn                         | D'abord ; tout d'abord ; en premier lieu |
| Dakor                            | D'accord |
| Daoir                            | Peut-être que ; il est possible que |
| daplon                           | D'aplomb |
| de fors                          | De force |
| Dëdan                            | Dedans |
| Déza                             | Déjà |
| Digaz                            | À toute vapeur |
| Dir                              | Dur; durement |
| Direk                            | Directement |
| disi                             | D'ici ; à partir d'ici |
| Dëmin                            | Demain |
| Dorénavan                        | Dorénavant ; désormais ; à l'avenir |
| dorénavan apartir                | Dorénavant ; à partir de maintenant |
| dou ou dousman                   | Doucement ; tendrement |
| dous                             | (précédé de an) En douce |
| Dousivrès                        | (précédé de an) En douceur |
| dousman                          | (peut-être suivi de ti) 1.Doucement; légèrement ; lentement 2. (Sujet nom de pers.) Doux; tranquille ; pacifique. Exemple de phrase : marmay la lé dousman, li ravaz pa pèrsone. Cet enfant est doux, il n'embête personne. |
| Égal                             | Également; uniformément |
| Épi ou épila                     | 1. Puis; ensuite. 2. Et puis |
| érèzman                          | Heureusement |
| fasilman                         | Facilement |
| Féb                              | Faiblement |
| Fin                              | Fin; finement |
| Firmézir                         | (antéposé ou postposé) Au fur et à mesure; peu à peu; progressivement |
| For                              | Fort; fortement |
| For                              | Fort |
| Fran                             | Franc; franchement |
| fransman                         | Franchement |
| Fré                              | Frais |
| Gratuit                          | Gratuitement; gracieusement; gratis |
| Gro                              | Gros |
| in foi lo tan                    | De temps en temps |
| in grin                          | Rien |
| In gro paké                      | énormément |
| Isi                              | 1. Ici. 2. Du pays [= de La Réunion] |
| Inntior(k)                       | Du tout; absolument pas |
| Kanmèm                           | (postposé) Cependant, néanmoins, tout de même; malgré tout |
| Kanmèm, kamèm                    | Cependant |
| Kamèmsa, kanmènsa                | Néanmoins |
| Karéman                          | Carrément |
| Kaziman                          | Quasiment; pour ainsi dire |
| ki si tèt                        | Sens dessus dessous; tête en bas |
| Klèr                             | Clair |
| la bon ba                        | Au loin; sur les bas; d'en bas |
| laba                             | Là-bas |
| ladsou                           | Là-dessous |
| ladsi                            | Là-dessus; à ce sujet; sur ces entrefaites |
| lakaz                            | Chez moi, chez nous |
| odsou                            | Au-dessous (de) |
| odsi                             | Au-dessus; Au-dessus de |
| o fon                            | Au fond; dans le fond |
| pankor ou pokor                  | Pas encore; ne...pas encore: formes négatives contractées de ankor. |
| pardsou                          | Par-dessous |
| par dovan                        | Par-devant |
| par kèr                          | Par cœur |
| Pérsonèl                         | Personnellement |
| Rienk, solman, moman, dèlman     | Seulement |
| Sèrtinman, sèrtinnman, sèrtènman | Certainement |
| Sinpléman                        | Seulement |
| Sinpléman                        | Simplement |
| Sirman                           | Sûrement |
| Sokousi                          | Cette fois-ci |
| Somanké                          | Sûrement |
| toudinkou                        | Tout d'un coup; d'un coup |
| Toudbon                          | Véritablement |
| Tou forse                        | Absolument |
| Toudbon ou Toulbon               | Sérieusement; véritablement; pour de bon |
| A la fin                         | Finalement |
| Finaldëkont                      | Finalement |
| Zistoman                         | Justement |
| Zistorézon                       | Précisément |

#### Adverbes de temps
| Créole réunionnais                                                                 | Français        |
| ---------------------------------------------------------------------------------- | --------------- |
| Estèr, Aster, Koméla                                                               | Maintenant      |
| Aprè                                                                               | Après           |
| Avan                                                                               | Avant           |
| Avan                                                                               | Auparavant      |
| Alor                                                                               | Alors           |
| Ansiènman, dan lantikité                                                           | Anciennement    |
| Après domin, aprèdmin                                                              | Après-demain    |
| avan-yèr                                                                           | avant-hier      |
| Yèr                                                                                | Hier            |
| Azhordï, zhordï (zordi, jordu)                                                     | Aujourd'hui     |
| Asoir                                                                              | Ce soir         |
| Domin                                                                              | Demain          |
| Talèr                                                                              | Bientôt         |
| Vitman                                                                             | Rapidement      |
| Mouramour, tipa tipa, tilanp tilanp, pous pa lo bato, doch'ment                    | Doucement       |
| Touzhour                                                                           | Toujours        |
| Dabitid                                                                            | Habituellement  |
| Toudsuite                                                                          | Aussitôt        |
| Parfwa, natfoi, nadfoi, nadéfoi, défoi, nadkou, kèkfoi, tanzaot, tanzantan, Parfoi | Parfois         |
| Rarman                                                                             | Rarement        |
| Zhamé (zamé, jamé)                                                                 | Jamais          |
| Lotzhour (lotzour, lotjour)                                                        | Récemment       |
| Lërk                                                                               | À l'heure où    |
| Toutsuit                                                                           | Tout de suite   |
| Toutsuitla                                                                         | Dans l'immédiat |
| Lër-là                                                                             | À ce moment     |
| Pandan                                                                             | Pendant         |
| Pandank                                                                            | Pendant que     |
| Lëtan                                                                              | Le temps que    |
| Lontan                                                                             | longtemps       |
| Sëtanla, danntanla                                                                 | (à l') époque   |
| Apréla, ansuit                                                                     | Ensuite         |
| Anfin                                                                              | Enfin           |
| Ankor                                                                              | Encore          |
| Ansiènman, avan                                                                    | Autrefois       |
| Aleraktyèl                                                                         | Actuellement    |
| Alèrkilé ou Lèrkilé                                                                | Actuellement    |

#### Adverbes d'opinion
| Créole réunionnais                       | Français  |
| ---------------------------------------- | --------- |
| Sa minm                                  | Oui       |
| Non                                      | Non       |
| Pëtët, daoir, riskap, nalaplass, sëmanké | Peut-être |
| Lé vré                                   | Certes    |

#### Pronoms interrogatifs
| Créole réunionnais                                      | Français                       |
| ------------------------------------------------------- | ------------------------------ |
| Ousa                                                    | Où                             |
| Oukilé, kilé                                            | Où est                         |
| Koman                                                   | Comment                        |
| Parkoman, parkonman, parkouman                          | En quoi ?                      |
| Kosa, koué, kouk, kouék, koifé                          | Quoi                           |
| Kisa, kissé, ki, kik                                    | Qui                            |
| Poukoué, pokoué, poukossa, pokossa, poufer, pofer, afer | Pourquoi                       |
| Pou kisa, pou ki                                        | Pour qui                       |
| Konbien, konmien, kel-kantité                           | Combien                        |
| Kansa                                                   | Quand                          |
| Kél                                                     | Quel                           |
| Kel-kalité, ki-kalité, kel-kaïté                        | De quel genre, de quelle sorte |
| Kel-manier, ki-manier                                   | de quelle façon                |
| Kel-grandër, ki-grandër                                 | De quelle taille               |
| Kel-grossër, ki-grossër                                 | De quel poids                  |
| Eskë, ess                                               | Est-ce-que                     |

### Les prépositions, locutions conjonctives et conjonctions
| Créole réunionnais                               | Français                           |
| ------------------------------------------------ | ---------------------------------- |
| É                                                | Et                                 |
| Epi, épisa                                       | Puis                               |
| Avan, avanla                                     | Avant                              |
| Apré                                             | Après                              |
| Ansanm, semb, èk                                 | Avec                               |
| Ansanm, sanm, avèk, èk                           | par                                |
| San                                              | Sans                               |
| Soman, somansa, mé                               | Mais                               |
| Pou, Po                                          | Pour                               |
| Aparti, apartir, amonté                          | À partir de                        |
| Poussa, possa, possa minm, poussa minm, Don      | Donc                               |
| Kom                                              | Comme                              |
| Sat, sak, set, sek                               | Ce que, ce qui, ceux que, ceux qui |
| Dèk, Tèl                                         | Dès que, aussitôt que              |
| Sof                                              | Du moment que                      |
| Akoz                                             | Parce que                          |
| Poumiëdir                                        | Si bien que                        |
| Anfin                                            | Enfin                              |
| Komsidir, konmsidir, dizon                       | Comme si que, à croire que         |
| Konmkë                                           | Puisque                            |
| Parlfet                                          | En fait                            |
| Franshvérité                                     | Franchement                        |
| Finaldëkont, An findkont                         | Finalement, en fin de compte       |
| Poudbon                                          | Pour de bon, vraiment              |
| Aparksa, parksa, sinon, sinonsa, oussinon, sansa | Sinon                              |
| Konmdëkoi, komdëkoi                              | Comme quoi                         |
| Possïr                                           | Certainement                       |
| Porézon                                          | À juste titre                      |
| Telman, sitan, sitantelman                       | Tellement, si                      |
| parské, Akoz, parss                              | Car, parce que                     |
| Anplïss dëssa                                    | De plus, en plus                   |
| Parapor                                          | Étant donné que                    |
| An-dëhor-sa                                      | À part ça                          |
| Sèk                                              | Brusquement                        |
| Aforstan, forstan                                | À force de, tant                   |
| Tanpir                                           | Tant que, tant que faire se peut   |

### Prépositions, locutions adverbiales de localisation, locution prépositive et locution adverbiales
| Créole réunionnais                                    | Français                                                       |
| ----------------------------------------------------- | -------------------------------------------------------------- |
| anndan                                                | en dedans de                                                   |
| Afors                                                 | A force de                                                     |
| Alèz                                                  | A l'aise                                                       |
| Dann milië, omilië                                    | Au milieu de                                                   |
| Komélà                                                | à présent                                                      |
| Dann ta                                               | Parmi                                                          |
| Dan, dann                                             | Dans                                                           |
| Dédan                                                 | Dedans                                                         |
| Alerdzordi                                            | De nos jours                                                   |
| (Anlèr)                                               | (En haut)                                                      |
| Di                                                    | Du                                                             |
| Odsi                                                  | Au-dessus                                                      |
| (Adésand), Anba                                       | (Au-dessous de), en bas de                                     |
| Odsou                                                 | Au-dessous                                                     |
| Dési, désu, dsi, (dossi, doussi, déssi, dessi, dessu) | dessus                                                         |
| Dossou, Dosou                                         | dessous                                                        |
| dsou                                                  | de dessous                                                     |
| Sou                                                   | Sous                                                           |
| Si                                                    | Sur                                                            |
| Koté, akoté                                           | À côté de, auprès de                                           |
| Parkoté                                               | Du côté de                                                     |
| Vizavi                                                | En face, face à face, vis-à-vis de, par rapport à, en présence |
| andodan                                               | à l'intérieur                                                  |
| Déor                                                  | dehors                                                         |
| Issidan                                               | Ici à l'intérieur                                              |
| Labadan                                               | Là-bas à l'intérieur                                           |
| Labadsï                                               | Là-bas sur                                                     |
| Labadsou                                              | Là-bas en dessous                                              |
| Anbalàba                                              | En bas plus loin                                               |
| Anlerlàba, Anholàba                                   | En haut plus loin                                              |
| Ater                                                  | Par terre, à terre                                             |
| (A)terlà, (a)terlà minm, issi                         | Ici, là, tout près                                             |
| (A)terlàba                                            | Plus loin                                                      |
| Dannfon làba                                          | Très loin                                                      |
| Dovan, dvan                                           | Devant                                                         |
| Deryer, déyer                                         | Derrière                                                       |
| Pred                                                  | Près de                                                        |
| Ant                                                   | Entre                                                          |
| Dann koin                                             | Au coin de                                                     |
| Dann bor                                              | Au bord de                                                     |
| Ché                                                   | Chez                                                           |
| Plass-an-plass                                        | Çà et là                                                       |

### Le pluriel
- Le pluriel en bon créole se forme en mettant « bann » (se prononçant « bane », « ban-ne » ou « bande ») devant le mot

Exemple : « Bann touriss i inm nout ti péi », « Les touristes aiment notre petite région ».
- Pour former un démonstratif pluriel, il faut rajouter « -là » derrière le mot tout en conservant le « Bann » devant le mot

Exemple : « Trap bann liv-là pou moin siouplé », « Prends ces livres pour moi s'il te plaît »
- Il existe néanmoins une forme francisée de plus en plus commune, le « lé » emprunté directement du français « les ». Ainsi ici on remplace « Bann » par « Lé » pour former le pluriel

Exemple : « Lé poul i kakay dann park volay », « Les poules caquettent dans le poulailler ».
- De même une forme francisée existe pour le démonstratif pluriel : pour l'utiliser il suffit de rajouter « cé » (« ces » en français ; nous utiliserons la lettre "c" bien qu'absente dans l'alphabet créole pour différencier "cé" de "sé") devant le mot

Exemple : « Argard cé loto koman lé gayar ! », « Regarde ces voitures comme elles sont chouettes ! ».
- À noter cependant que « lé » est présent dans quelques expressions sans pour autant en faire des expressions francisées, notamment des expressions commençant en français par « Tous les… »

Exemples : « Tou-lé-zhour », « Tous les jours » ; « Tou-lé-zan », « Tous les ans » ; « Tou-lé-soir », « Tous les soirs »… ; « Tou-lé-matin », « Tous les matins ».
- Le possessif pluriel est formé simplement par le pronom possessif suivi de « bann »

Exemples : « M'i ral mon bann kart, nou va zhoué Bëlot », « J'amène mes cartes on va jouer à la Belote » ; « Tou-lé-zhour li sar rod son bann ti-fiy lékol », « Tous les jours il va chercher ses filles à l'école ».
- Une forme francisée de plus en plus répandue existe aussi, se formant avec le même pronom possessif qu'en français (mé = mes, té = tes, sé = ses, no = nos, vo = vos ler = leurs)

Exemples : « Li done manzhé sé kabri tou-lé-matin », « Il nourrit ses chèvres tous les matins » ; « Amoin m'i ador mé zansèt tou-lé-soir » « Moi, j'honore mes ancêtres tous les soirs ».

### Adjectifs
Comme il n'existe pas de réelle distinction de genres en créole (in fiy, in garson, in shëval), les adjectifs ne varient pas toujours en genre ; nous signalons ci-dessous quelques cas d'exception. En second lieu, ils ne varient pas non plus en nombre : le contexte ou le pronom personnel utilisé (moin, toué, ou, lï, nou, zot, banna...) marquent ou le singulier ou le pluriel.
Ainsi, l'on dira : in bel fanm, in bel bononm ; zot lé gro, nou lé kontan, li lé trankil ; zot lé vilin, etc.
Notons cependant ceci :
- a) l'adjectif créole peut avoir emprunté au français ou la forme masculine (bon, méchant) ou la forme féminine (belle, courte) :
  - Lë ga-là lé méshan ; Ti-fiy-là lé méshan ; Ti garson-là lé kourt ; Ti-fiy-là lé kourt ;
- b) certains adjectifs comportent une forme masculine et une forme féminine :
  - volër, volëz ; gaskonër, gaskonëz.

Quant aux adjectifs substantivés servant à désigner la nationalité, ils connaissent en principe les deux genres : Rénioné, Rénionez (Réunionnais, Réunionnaise) ; Morissien, Morrissiene (Mauricien, Mauricienne) ; Rodrigé, Rodrigez (Rodriguais, Rodriguaise) ; Malgash, Malgashine (Malgache) ; Franssé, Franssez (Français, Française) ; Anglé, Anglez (Anglais, Anglaise), etc.
Pour désigner les natifs d’une région particulière de La Réunion, le créole utilise rarement le gentilé français (par exemple : Saint-Pierrois, Saint-Pierroise). Il recourt de préférence à une courte périphrase formés du mot dëmoune/moune et du nom de la ville ou du quartier dont il s’agit :
- dëmoune Sin-Pier (Saint-Pierrois, Saint-Pierroise), dëmoune Sin-Dni (Dyonisien, Dyonisienne), dëmoune Sin-André (Saint-Andréen, Saint-Andréenne).

#### Adjectifs qualificatifs
| créole réunionnais              | français                                                            | exemples |
| ------------------------------- | ------------------------------------------------------------------- | --- |
| gro/bèl                         | gros/grosse                                                         | Sa in bel mangg sa ! = C'est une grosse mangue celle-là ! |
| kourt/kourte                    | petit/petite, court/courte                                          | Pier lé kourt sa hin = Pierre est petit hein |
| longg                           | long/longue, grand/grande                                           | M'a vï in ga longg, sëman lï té fin fin minm ! = J'ai vu un gars, il était grand, mais il était très mince !                                                          |
| (guine, kourt, kourto), petitte | (petit), petite                                                     | Lontan mon granper té i ret dan inn petitte kaz an tol = Il y a longtemps mon grand-père habitait dans une petite maison en tôle                                      |
| fay                             | faible, nul/nulle                                                   | M'i san amoin fay zhordï = Je me sens faible aujourd'hui |
| pieg                            | nul/nulle, maigre, faible                                           | Té, fim-là lé pieg sa ! = Houlà, ce film est nul ! |
| gayar                           | gaillard/gaillarde, bon/bonne, agréable, bien, chouette             | Lamontrër-là lé gayar m'i trouv = Ce professeur est bien je trouve |
| zholi                           | joli/jolie                                                          | Mon voizine lé zholi, m'i kroi m'i inm alï = Ma voisine est jolie, je crois que je l'aime                                                                             |
| vilin                           | vilain/vilaine, laid/laide                                          | Shat-là lé vilin = Ce chat est moche |
| fin                             | fin/fine, mince                                                     | Sa in bougg fin konm golet = C'est un homme mince comme une perche |
| for                             | fort/forte, robuste, doué/douée, grand/grande, corpulent/corpulente | Zhïli lé for sa ! = Julie est forte ! |
| kalé                            | fort/forte, calé/calée, savant/savante                              | Einstein té kalé an fizik = Einstein était calé en physique |
| gabié                           | fort/forte, intelligent/intelligente, habile                        | M'a vï in fanm, lï té gabié ek sab té ! = J'ai vu une femme habile avec un sabre !                                                                                    |
| intélizhan                      | intelligent/intelligente                                            | Flora lé intélizhan = Flora est intelligente |
| bon/bone                        | bon/bonne                                                           | Letshi-là lé bon ! = Ces litchis sont bons ! |
| roz                             | rose, joli/jolie, bon/bonne                                         | Kafrine Lë Por lé rozh = La cafrine du Port est belle |
| gaskonër/gaskonëz               | enquiquineur/enquiquineuse                                          | Dëmoune gaskonër i ekzis ankor = Les gens enquiquineurs existent encore                                                                                               |
| volèr/volèz                     | voleur/voleuse                                                      | Dëmoune volèr fo koup zot min = Les voleurs faut leur couper les mains                                                                                                |
| karnër                          | crâneur/crâneuse, élégant/élégante                                  | Didié lé karnër = Didier est crâneur |
| pov                             | pauvre                                                              | Lontan bonpë Rénioné té pov = Avant beaucoup de Réunionnais étaient pauvre                                                                                            |
| maléré, shagrin                 | malheureux, malheureuse                                             | Dëmoune maléré souvandéfoi i riskap zhet zot kor = Les gens malheureux sont souvent suicidaires                                                                       |
| makot                           | malpropre, sale                                                     | Loto-là lé makot sa ! = Cette voiture est sale ! |
| mové                            | mauvais                                                             | Sé pa mové = C'est pas mauvais |
| èg                              | aigre                                                               | Manzhé-là lé eg ! = Ce repas est aigre ! |
| ègue                            | acide                                                               | Sé ègue = c'est acide |
| dou                             | sucré/sucrée, doux/douce                                            | Kafé-là na dëssic anndan, lé dou = Il y a du sucre dans ce café, il est sucré                                                                                         |
| (soumak), salé                  | (salé), salée                                                       | Oté, ton kari estio tro soumak sa ! = Mon dieu, ton cari est trop salé !                                                                                              |
| plat                            | fade                                                                | Massalé-là lé plat, na poin tro zépiss = Ce massalé est fade, il n'y a pas assez d'épices                                                                             |
| pla                             | plat                                                                | Sé in pla = C'est un plat. |
| ak                              | âcre                                                                | Yaourt-là lé ak sa ! = Ce yaourt est âcre ! |
| barok                           | bizarre                                                             | Shat-là lé drol sa ! I manzh pa laviann = Ce chat est bizarre ! Il ne mange pas de viande                                                                             |
| etranz, etranj                  | étrange                                                             | Sé etranz = C'est étrange. |
| doss                            | bien, bon/bonne, agréable                                           | Té La Rénion lanbians lé doss pa doss !?! = Alors La Réunion l'ambiance est bonne ou pas !?!                                                                          |
| Pa-gi, Papa                     | Papa                                                                | Sé pa-gi = C'est papa. |
| ladulte                         | adulte                                                              | Sé in ladulte = C'est un adulte. |
| mizèr                           | misère                                                              | Ti-Pol lé mizèr sa ! = P'tit Paul est misère ! |
| vayan                           | vantard/vantarde, En forme                                          | Bougg-là i fé lë vayan = Ce gars est vantard |
| malisié/malisièz                | méchant/méchante, malicieux/malicieuse                              | Mari lé malisièz = Marie est malicieuse |
| malfondé                        | méchant, mal intentionné                                            | Sa in bougg malfondé sa ! I sort la zhol = C'est quelqu'un mal intentionné lui ! Il sort de prison                                                                    |
| karyaté                         | en ruine, plein/pleine de termites                                  | La kaz-là lé karyaté, pangar kan ou rantt labadan = Cette maison est en ruine, fait attention quand tu y pénètres                                                     |
| konsékan                        | important/importante                                                | Sa in moune konsékan sa ! = C'est quelqu'un d'important ça ! |
| malizé                          | difficile                                                           | Té dëvoir-là lé malizé sa ! = Hey ce devoir est difficile ! |
| fasil                           | facile                                                              | Zhë-là lé fasil = Ce jeu est facile |
| anki                            | très difficile, sévère, peu commode                                 | Lamontrër-là lé anki së matin = Ce professeur est sévère ce matin |
| boukar                          | boudeur/boudeuse, capricieux/capricieuse, difficile                 | In ti fi boukar ti fi-là ! = Elle est capricieuse cette fille ! |
| déléyé                          | débrouillard/débrouillarde                                          | Dépi tanpti lï ansort alï toussël, sa in déléyé sa ! = Depuis qu'il est petit il s'en sort tout seul, c'est un débrouillard ce gars-là !                              |
| soupléyan                       | dépendant/dépendante                                                | I viv pa lakaz son papa-monmon tout son vi kom'a, sa in moune soupléyan sa ! = On ne peut vivre chez ses parents toute sa vie comme ça, c'est un gars dépendant lui ! |
| aplat                           | à plat, crevé(e), fatigué                                           | M'i kroi bien ton papa lé aplat-là = Je crois que ton père est fatigué                                                                                                |
| golèm, golinm                   | fatigué                                                             | Moin lé golèm = Je suis fatiguée |
| mavouz                          | malade                                                              | Out monmon mavouz koué ? = Ta maman est malade ou quoi ? |
| rinté                           | éreinté(e)                                                          | Parey lë Per té rinté = On dirait que le Père était éreinté |
| vané                            | vanné                                                               | Dëmin nou sar vané kan nou v'ariv la kaz = Demain on sera vanné quand on arrivera à la maison                                                                         |

#### Adjectifs quantitatifs
| Créole réunionnais                                    | Français     |
| ----------------------------------------------------- | ------------ |
| In takon, in ta, in tralé, in tone, in voyazh, boukou | Beaucoup     |
| In pë, inn tigine, in grin, in zig, Ein ziette        | Un peu       |
| Inn tigigine, inn tipë, in kaniki, In guine pë        | Un petit peu |
| Inn-dë, dë-troi                                       | Quelques     |
| Rienk inn, in "+ nom +" toussël, in "+ nom +" sëlman  | Un seul      |

#### Adjectifs indéfinis
| Créole réunionnais | Français     |
| ------------------ | ------------ |
| Shak               | Chaque       |
| Déssertin, Asir    | Certain      |
| Tout, tout bann    | Tous, toutes |
| Minm, mem          | Même         |
| Lot                | Autre        |
| Okin               | Aucun        |

## Vocabulaire

### Les désignations ethniques en créole réunionnais
- En créole réunionnais le terme « Malbar » désigne les Hindous quelle que soit leur ethnie.
- On utilise le terme « Kaf » pour désigner la communauté afro-réunionnaise mais aussi les Africains non comoriens ou non mahorais.
- Les Malgaches sont parfois désignés par « Malgash ».
- Les termes « Ti-blan », « Yab », « Patzhonn », « Youl », « Litone », « Pip la sho », désignent les blancs d'origine réunionnaise peuplant les hauts de l'île.
- Alors que les « Gro-blan » eux sont les blancs réunionnais descendants des grands propriétaires terriens de l'île.
- « Maoul » désigne les métisses.
- La communauté d'origine chinoise (lointaine ou proche) est appelée « Shinoi ».
- Les Réunionnais originaires de l'Inde musulmane et du Pakistan sont eux appelés « Zarab ».

Toutes ces communautés parlent créole et sont considérées comme Créoles.
- La population originaire des Grandes-Comores est désignée elle, par « Komor » et également celle originaire de Mayotte.
- Enfin les métropolitains et parfois plus généralement les blancs non réunionnais sont désignés par le terme « Zorey ».

### Apports étrangers - exemples
Le Créole Réunionnais, dont le lexique est majoritairement d'origine française, a reçu de nombreux apports d'autres langues :

#### Apports tamouls
- karia ; karya ; caria : (termite) du tamoul kareya
- kari ; carri : (plat cuisiné) du tamoul kari
  - rougay ; rougail : préparation culinaire à base de légumes ou de fruits fortement pimentée ou encore piment fort (peut être accompagnée d'une viande ou d'un poisson)
- pipangay ; pipangaille : (légume) du tamoul pirpangay
- kalou ; calou : du tamoul kalou qui signifie pierre ou roche
- kaloupilé ; caloupilé : arbuste aux feuilles aromatiques (du tamoul kari veppilley ou karou veppiley)
- shabouk ; sabouk, chabouc : (du tamoul sabuk ou savoukou) fouet identique en tout point a ceux que l'on trouve en Inde au Tamil Nâdou
- mouroung : arbuste dont les fruits de forme allongée (« baton mouroung »), ainsi que les feuilles préparées en « brèdes », sont comestibles (du tamoul murungeï) ; moringa
- baba : bébé, nourrisson. (du tamoul pâppâ)
- larson : sorte de bouillon épicé d’origine indienne qui accompagne le massalé (plat traditionnel indien préparé à partir de l'ingrédient du même nom), (du tamoul râsam)

#### Apports malgaches
Les premiers habitants de l'île étaient des Français de Fort-Dauphin (Tôlanaro) et des Malgaches, d'où de nombreux termes issus de dialectes de Madagascar.
- Kalou ; calou : pilon (du malgache halu ou akalu) ou du tamoul calou qui signifie pierre ou roche ou galet
- sézi ; saisie : natte (du malgache seza lui-même du français chaise)
- sosso ; soso : bouillie de riz ou de maïs (du malgache sosoa)
- farfar : petite étagère au-dessus du foyer (du malgache farafara)
- bib ; bibe : araignée (du malgache biby)
- valale ; valal : sauterelle mante religieuse (du malgache valala)
- maf ; maffe : humide, blet (pour parler du temps ou des légumes) (du malgache mafy, dur, fort, difficile)
- vouv ; vouve : panier de pêche conique pour attraper les bichiques (du malgache vovo)
- totosh ; totos ; totoche, frapper (du malgache totoky, secouer)
- latay ; la taille : crotte. Voir le « col du Taïbit » qui signifie en malgache « crotte de lapin »
- bishik ; bisik ; bichique : alevin (du malgache bitsika, frétillement)
- fanzhan ; fanzan ; fanjan : fougère arborescente (du malgache fantsaha)
- malole ; malol : chassie au coin de l'œil (du malgache lelo, morve)
- moulale/molale ; moulal / molal : il s'agit de la poussière accumulée sous forme de toiles. Cf la chanson traditionnelle Antonia : « Dann mon tet nana moulal, dan mon zië nana malol »
- voulvoul : moutons de poussières (du malgache volvolo, petits poils)
- zamal : chanvre indien (du malgache jamala)
- shipek ; sipèk ; chipèque : mante religieuse (du malgache tsipekona)
- massiak ; masiak ; massiaque : méchant (du malgache masiaka)
- an missouk ; an misouk ; en missouque : en cachette, à la dérobée (du malgache misokosoko)
- papang ; papangue : rapace de la Réunion (du malgache papango)
- sakaf : repas (du malgache sakafo)
- zigid ; siguide : gri-gri, sort (du malgache mpisikidy)
- soubik ; soubique : panier à deux anses (du malgache sobika ou sobiky)
- tant ; tante : panier tressé (du malgache tanty)
- zourit ; zourite / z'ourite : poulpe (du malgache orita) se dit ourite sur l'île Rodrigues et à l'île Maurice

#### Apports relatifs à la toponymie
- Manapany : « chauve-souris » en malgache. Autrefois dans ce lieu-dit, les esclaves malgaches avaient pour habitude de se nourrir de cet animal nocturne.
- Cilaos : du malgache « tsilaosana », qui signifie « lieu que l'on ne quitte pas » car c'était autrefois un refuge pour les « marrons » (esclaves en fuite).
- Salazie : du malgache, « bon campement », pour la pureté de ses eaux.
- Grand Bénare (2 892 m d'altitude) : du malgache be (grand) et nare (froid). Le rajout « grand » en français est donc redondant. À noter qu'il existe également un sommet tout proche appelé le petit Bénare.
- Le Tampon : du malgache, « tampona », « le sommet ».

#### Apports indo-portugais
Du fait du développement du commerce vers l'Inde, on trouve quelques termes portugais ou venus d'Inde par les Portugais, comme :
- rak / arak ; arrack : rhum (de l'Inde)
- zashar ; zasar ; achards : légumes confits dans du piment et de l'huile (du malais atchar ou du persan atchanrd)
- bazar : marché, vendeur de légumes (de l'Inde)
- Bred ; brèd ; brède : feuilles de diverses plantes qu'on fait sauter pour accompagner le riz (du portugais 'bredo', désignant à l'origine l'amarante)
- Brinzhel ; brinzèl ; bringèle : aubergine du portugais berinjela
- kaf ; cafre, Noir, terme appliqué aux individus d'origine africaine, (de l'arabe kafir, signifiant infidèle, nom donné aux habitants du Mozambique par les conquérants Arabes)
- kamaron ; camaron : grosse crevette, gambas (du portugais camarão)
- karapat ; carapate : tique (du portugais du Cap-Vert carrapato)
- Karia ; karya ; caria : termite (de l'Inde)
- kankrëla ; kankrèla ; cancrelat : blatte (de l'Inde)
- fig ; figue : banane (du portugais figo d'orta, figue de jardin... On appelait la banane également « figue d'Inde » au XVIe siècle)
- goni ; gouni : sac de jute, toile de sac (de l'hindi 'goni', sac)
- kaloupilé ; caloupilé : arbuste aux feuilles aromatiques (du tamoul karupilleil)
- langouti : pièce de toile enserrant les reins, vieux vêtement (de l'hindi langoti)
- malbar ; malbare : individu d'origine indienne (du portugais malabar, côte de Malabar habité par les Maleatar)
- rougay ; rougail : préparation culinaire à base de légumes ou de fruits fortement pimentée (peut-être accompagnée d'une viande ou d'un poisson) (du tamoul ouroukaille, fruit vert confit)
- shabouk ; sabouk ; chabouc : fouet (de l'Inde sabuk) (à rapprocher de l'indonésien cambuk qui donne en Afrique du Sud : Sjambok, la chicotte qui est aussi un fouet.)
- samousa ; samoussa : petit beignet triangulaire fourré (de l'hindi samosa issu lui-même de l'arabe sambusaq)
- varang ; varangue : galerie ou terrasse couverte formant une partie de la façade de la case créole (du portugais varanda puis varango qui désigne la loggia sur l'arrière des galions)

#### Vocabulaire marin et apports des îles
La Réunion faisait partie de l'empire colonial français. Du fait des voyages de navigateurs, certains termes utilisés aux Antilles ou plus généralement dans les îles sont parvenus à La Réunion.
| créole réunionnais                                                    | français |
| --------------------------------------------------------------------- | --- |
| amaré / anmaré (amarrer)                                              | attacher (très usité) (terme de marine) |
| abitassion / bitassion ; abitasyon / bitasyon ; habitation / bitation | exploitation agricole (vient du fait qu'à l'origine les concessions étaient données aux premiers colons avec le 'droit d'habiter'. Ce terme est utilisé également dans les Antilles à Haïti et en Louisiane avec la même signification). |
| bagass ; bagas ; bagasse                                              | résidu fibreux du broyage de la canne à sucre (de l'espagnol bagazo, utilisé dans les Antilles) |
| bra ; bras                                                            | affluent de rivière (se retrouve dans la toponymie haïtienne) |
| boukan ; boucan                                                       | cabane, paillote (existe aux Antilles, viendrait du mot tupi mocaem) |
| bougg ; boug ; bougue                                                 | homme, personne, du français « bougre » (se dit aussi aux Antilles et en Guyane) |
| kaz ; case                                                            | maison (courant aux Antilles et en Guyane, de l'espagnol et du portugais casa) |
| kréol ; créole                                                        | individu né à La Réunion (peu importe son ethnie d'appartenance), à l'origine employé pour désigner les enfants des colons blanc nés sur les îles d'outre-mer (de l'espagnol criollo)                                                    |
| mapou                                                                 | arbre (monimia rotundifolia) (attesté aux Antilles, de l'indien caraïbe mapou) |
| morne ; morn                                                          | montagne massive (existe aux Antilles, viendrait du mot espagnol morro, monticule) |
| maron ; marron                                                        | sauvage (adj.)(le terme s'appliquait à l'origine aux esclaves fugitifs, attesté aux Antilles, viendrait de l'espagnol cimarron) |
| palmiss/palmiste ; palmis / palmist                                   | sorte de palmier (attesté aux Antilles et en Guyane avant La Réunion, du portugais palmito) |
| payankë ; payanké ; paille-en-queue                                   | phaeton (oiseau) (langage marin) |
| pistash ; pistas ; pistache                                           | arachide (terme également utilisé en Martinique, à Maurice et à Haïti à la place de cacahuète) |
| piton                                                                 | sommet (utilisé aussi aux Antilles) |
| souké ; souquer                                                       | déployer un effort physique. « souquer un moun' » frapper quelqu'un |
| takamaka                                                              | arbre (calophyllum tacamahaca) (n'est pas d'origine malgache! il s'agit d'une drogue oléorésineuse médicinale d'Amérique le tacama haca)                                                                                                 |
| zat ; zatte                                                           | fruit (également appelé pomme cannelle en Martinique, Anona squamosa) (terme d'origine américaine atta) |

Les termes s'échangent encore entre les îles et on trouve des termes réunionnais dans les créoles antillais (par exemple zoreil, métropolitain, ou achards cf. ci-dessus).

#### Apports africains
| créole réunionnais          | français                                  |
| --------------------------- | ----------------------------------------- |
| makatia ; makatya ; macatia | petit pain sucré (du swahili mkate, pain) |

#### Apports gallo, normand ou français et adjectif nom commun
| Créole réunionnais                                                                  | français |
| ----------------------------------------------------------------------------------- | --- |
| ester / aster ; estèr / astèr ; asteur / esteur                                     | maintenant (« à cette heure », bas-normand asteur)                                                                                              |
| mok ; moque                                                                         | tasse, boîte en fer (à comparer au normand mogue, en anglais mug)                                                                               |
| gramoune / granmoune ; gramoun / granmoun                                           | personne âgée, (de « grand » et « mound » (du normand, signifiant: personne grande "en âge")                                                    |
| lï ; li ; lu                                                                        | il |
| zot                                                                                 | vous ou bien les autres ou vôtre (à comparer au gallo vos aut)                                                                                  |
| bann, banna                                                                         | bande, équipe(cette bande là). Dans le sens de plusieurs personnes                                                                              |
| asoir ; aswar ; à soir                                                              | ce soir, cette nuit (comparer au gallo ad saïr, à soir)                                                                                         |
| akoz ; à cause                                                                      | parce que, pourquoi? (du gallo à cauz) |
| ansanm ; ensemb                                                                     | ensemble : ensem'nous (nous tous) |
| sanm / (Ansanm) / avèk / ek ; senb' / avec                                          | avec (ensemble) |
| sëman ; soman ; soment                                                              | seulement (gallo seument), mais |
| solman                                                                              | seulement |
| zhordï ; zordi, jordi, jordu                                                        | aujourd'hui |
| zëf ; zèf ; z'oeuf                                                                  | œuf |
| zanfan / marmay ; z'enfant / marmaille                                              | enfant, marmaille |
| bertel                                                                              | sac plat à bretelles (du français déformé bretelle)                                                                                             |
| kolom / colomme                                                                     | économe (déformation du français) |
| margot / margotte                                                                   | marcotte (id.) |
| lantourazh ; lantouraz ; l'entourage                                                | clôture (Haïtien 'lantouray') |
| zorié ; zoryé / zoriyé ; zoriller                                                   | oreiller (utilisé également aux Antilles) |
| riskap, reskap, riskab, somanké, sëmankë ; risq'cap, rest'cap, risq'cab, sôment-que | les trois termes signifiant il est possible que (venant respectivement de risque d'être capable, reste capable et de sûrement que)              |
| zarab                                                                               | individu d'origine indo-pakistanaise, normalement musulman                                                                                      |
| Zorey                                                                               | individu venant de France métropolitaine. |
| krazé (craser)                                                                      | écraser |
| dëpin ; dopin / depin ; do pain / de pain                                           | pain |
| li kab, kapab (li caab, capab), kapav, kav                                          | il est capable |
| assiz ; asiz ; assise                                                               | s'assoir |
| kozman ; causement                                                                  | conversation gagner un causement: se faire sermonner, se faire prendre à partie                                                                 |
| konpliman ; compliment                                                              | rappel du souvenir adressé à une personne absente                                                                                               |
| linzh ; linz ; linge                                                                | vêtement |
| langet ; langèt ; languette                                                         | injure à caractère sexuel (viendrait du populaire linguetta, clitoris)                                                                          |
| greg ; grèg ; grègue                                                                | filtre à café (viendrait de la mode du café à la grecque)                                                                                       |
| monmon / momon / manman                                                             | maman |
| néninn / nénene / nénène                                                            | du gallo nénnaine (en français nourrice, nounou, en anglais nanny) ; deuxième étymologie possible : redoublement du mot malgache "neny" (mère). |
| pandiyé / pendiller                                                                 | pendre |
| amayé / amailler/ anmayé                                                            | emmêler |
| kom'a / konm sa                                                                     | Comme cela |
| maoula                                                                              | comme ça |
| maoulé                                                                              | comme ci |
| néna / nana / na                                                                    | Il y a (dans certains dialectes d'oïl « il y a » se dit gn'a)                                                                                   |
| sëbat ; sobat/soubat                                                                | Se battre, combat |
| Batay, kafouyaz/ ral le trin/ rale le train                                         | Combat |
| Kouman                                                                              | Abruti |
| Rekta, Zis                                                                          | Juste |
| Total                                                                               | Absolu |
| Apik                                                                                | Abrupt |
| ègue                                                                                | Acide |
| Bonkèr                                                                              | Généreux |
| Zingad, Zanm                                                                        | Jambe |
| Dofé dan la pay kane / Dofé da pay kane                                             | Formidable |
| la drog                                                                             | Stupéfiant |
| Silopwint                                                                           | Précis |

Autres exemples
| créole réunionnais          | français                        |
| --------------------------- | ------------------------------- |
| zandet ; zandette           | larve                           |
| dalon                       | copain                          |
| karo ; carreau              | fer à repasser (Antilles aussi) |
| bonbon lafes ; bonbon lafès | suppositoire                    |
| kaniar ; kanyar ; cagnard   | vagabond, prostituée, racaille  |
| zézer ; zézèr ; zézère      | petit(e) ami(e)                 |
| batkaré ; batte carré       | se promener                     |

### Liste de verbes communs sous leurs différentes formes
Est dressée ci-dessous une liste non exhaustive de verbes communs et des faux-amis :
| créole réunionnais                                   | français | exemple |
| ---------------------------------------------------- | --- | --- |
| Abat                                                 | Abattre | Aroz dovan la port pou abat lardër. = Arroser le sol devant la maison pour rafraîchir l'air ambiant.                                                                         |
| Abim ou Abimé                                        | Blésser (se) | La plï va abim plantasion. = La pluie va détruire le potager. |
| Aboli                                                | Abolir | Na lontan lékol té aboli pou lï. = Cela fait longtemps qu'il ne va plus à l'école.                                                                                           |
| Adop ou Adopté                                       | Adopter | |
| Akiz                                                 | Accuser | Apré in zourné travay lo kor i akïz. = Après une journée de travail on accuse la fatigue.                                                                                    |
| Afol/afolé                                           | S’inquiéter, s'affoler | Afol pï ! Nou sar oir alï dëmin = Ne t'inquiète pas ! On va le voir demain                                                                                                   |
| Akord/akordé                                         | accorder, s'entendre, accepté | M'i akord ansanm mon madam, nï viv bien = Je vis en bons termes avec ma femme, on vit bien                                                                                   |
| Alfat/alfaté                                         | Goudronner, asphalter | Anfin la méri la alfat lë shëmin dëvan la kaz = Enfin la mairie a goudronné le chemin devant chez moi                                                                        |
| Amar/amaré ; Anmar/anmaré                            | Amarrer, attacher, ligoter, faire prisonnier                                                                                                | Anmar alï ek in bon boutt la kord, pandiy alï sï piedboi ! = Attachez-le avec une bonne corde et pendez-le à l'arbre !                                                       |
| Amar ou Anmar ou Amaré                               | Ligoter | I fo pa amar = Falloir pas ligoter. |
| Amène/amëné ; aminné                                 | Amener, assurer le développement d'une action, avoir l'avantage, conduire un véhicule, vivre ("amène la vi")                                | Amoin minm l'amène loto ! = C'est moi qui ai conduit la voiture ! |
| Aminn, Amen, Mèn                                     | Mener | Sitan ou gagn Aminn = Si tu gagne mener. |
| Amïz/amïzé                                           | Traîner, amuser | Amïz pa sï shëmin ! = Ne traîne pas sur la route ! |
| Amont/amontré                                        | Montrer, enseigner | Monmon, amont amoin koman i fé gato ! = Maman, montre-moi comment on fait des gâteaux !                                                                                      |
| Anbar/(anbaré)                                       | Barrer, (clôturé), enfermer, empêcher | La loi sar ankor anbar lë sëmin ek bann zémët-là ! = La police va encore barrer la route avec ces émeutes !                                                                  |
| Anbek/anbéké                                         | Joindre (deux éléments d'une pièce, d'un objet), Engager une partie mâle dans une partie femelle, amorcer, commencer, aborder quelque chose | Zhordï nou va anbek la lësson dë marmay, sort zot liv = Aujourd'hui nous allons aborder la leçon numéro deux, les enfants, sortez votre livre                                |
| Anbet/anbété                                         | Embêter, taquiner, ennuyer, tromper, duper, abuser                                                                                          | Kissa la anbet lë per Adan pou anbar alï akout Bondié ? = Qui dupa Adam pour l'empêcher d'écouter Dieu ?                                                                     |
| Anbloui                                              | Éblouir, aveugler | Lë ga-là la anbloui amoin ek son zholi mafiy ! = Ce gars m'a ébloui avec sa beauté !                                                                                         |
| Androg ou Fardé                                      | Droguer | Tou-lé-zhour lï alimème Androg déyer ali komèrs alerdzordi Ti-Pol ! = Tous les jours il se drogue derrière le commerce de P'tit-Paul                                         |
| Anfou/anfout ; Sanfou/sanfout                        | Se foutre de | Ou oi pa lï anfou aou ! = Tu ne vois pas qu'il s'en fout de toi ! |
| Anmanss/anmanssé                                     | Se mettre en couple | Ou la vï David ? Lï la anmanss ali = Tu as vu David ? Il s'est mis en couple                                                                                                 |
| (Anpar)/anparé                                       | S'emparer, prendre, accueillir, (Protéger)                                                                                                  | Moin la anpar alï la kaz = Je l'ai accueilli à la maison |
| Ansïpli                                              | Supplier | M'i ansïpli aou, alé pa siouplé mon zézer ! = Je t'en supplie, ne t'en vas pas mon amour !                                                                                   |
| Anssort                                              | Débrouiller | Anssort aou sa ! = Débrouille-toi ! |
| Antortiy/antortiyé ; tortiy/tortiyé                  | Entortiller, emballer, envelopper | I sar fine antortiy dann papié = Ce sera emballé avec du papier |
| Antropran/antroprann                                 | S'en prendre à, malmener | Banna la antropran lë shien, lï lé mor ! = Ils s'en sont pris au chien, il est mort !                                                                                        |
| Anval/anvalé                                         | Avaler, boire, absorber, manger, gober | Pfff m'i ginÿ pï anval rien là = Je ne peux plus rien avaler là |
| Anvoy/anvoyé (lire envo-ille/-illé) ; avoy/avoyé     | Envoyer, déléguer, se mettre à | Moin la anvoy alï mon modékri par mél = Je lui ai envoyé mon message par mél                                                                                                 |
| (Apprende) Apran                                     | (Apprendre) | Kissa la apran son lësson pou zhordï ? = Qui a appris ses leçons pour aujourd'hui ?                                                                                          |
| Aprop/apropté                                        | Rendre propre, nettoyer, rendre net | Marmay aprop la kaz inkou té ! = Les enfants, nettoyez la maison ! |
| Arann ; Rann                                         | Rendre | Poline, arann mon mari ! = Pauline, rends-moi mon mari ! |
| Arbis/arbissé ; rëbis/rëbissé                        | Doubler, redoubler, recommencer, refaire | Té manezh-là té anform sa ! Anon arbissé ! = Dis-donc, ce manège était super ! On remet ça !                                                                                 |
| Aranzh/aranzhé                                       | Arranger, réparer, ensorceler, ranger, préparer                                                                                             | Nou sar aminn loto-là garazh pou aranzh alï = Nous allons emmener cette voiture au garage pour la faire réparer                                                              |
| Artrouv/artrouvé ; rëtrouv/rëtrouvé                  | Retrouver | Nï vë artrouv nout péhi lontan = On veut retrouver notre pays d'avant |
| Ashev/ashëvé ; anshev/anshëvé                        | Achever, continuer | Kossa ou fé ? M'i ashev travay sï la makett = Qu'est-ce-que tu fais ? Je continue de travailler sur la maquette                                                              |
| Asété, Achté, Asté, As&egrav, pran                   | Acheter | M'i achté dëpin là = J'achète le pain là |
| Assiz                                                | S'asseoir | M'i assiz aterla minm moin = Je m'assieds ici moi |
| Asper/aspéré ; esper/espéré                          | Espérer, attendre | Asper amoin inkou ! = Attends-moi un peu ! |
| Avine/aviné                                          | Rendre bon | M'i avine mo terin po lï done bien = Je rends mon terrain meilleur pour qu'il soit rentable (production agricole)                                                            |
| Aviz/avizé                                           | Viser | Aviz pa moin ek zot boulet papié-là marmay hin ! = Ne me visez pas avec vos boulettes de papier les enfants, hein !                                                          |
| Badine/badiné                                        | Plaisanter | Ou la pou badiné ? = Tu plaisantes ? |
| Bag/bagé                                             | Tenir serré, solidement | Banna la bag amoin épi lë shef la konÿ amoin ! = Ils m'ont maintenu solidement et le chef m'a frappé                                                                         |
| Balié                                                | Balayer | Alé balié la kaz ou ! = Va balayer la maison toi ! |
| Band/bandé                                           | Crier, s'énerver, râler, se fâcher | Lï la band sï moin tout ! = Il m'a crié dessus ! |
| Bafouyé, Bafouy                                      | Bafouiller, Bafouille | Kan lï koz ek tantine, toultan minm lï bafouy ! = Quand ils parlent avec les filles, il bafouille tout le temps !                                                            |
| Bat/baté                                             | Battre, taper, cogner, hacher | M'i bat mang pou lë manzhay asoir = Je hache des mangues pour le repas de ce soir                                                                                            |
| Batbat                                               | Tapoter, taper légèrement | La moush i batbat sï la vit = La mouche se cogne sur la vitre |
| Batkaré                                              | Se promener | Ou yin ou ? Nou sar batkaré sanm la famiy = Tu viens toi ? On va se promener avec la famille                                                                                 |
| Bar/baré, (Sava)                                     | Se barrer, (s'en aller) | Lï té anmerd amoin, moin la baré = Il m'emmerdait, je me suis en allé |
| Bash/bashé                                           | Poser un lapin, faire l'école buissonnière                                                                                                  | Mon zézer la bash amoin yer ! = Mon copain m'a posé un lapin hier |
| Bay/bayé                                             | Faire des reproches, bailler | Ou la fini bay tout dëmoune kom'a ! = Tu as fini de faire des reproches à tout le monde !                                                                                    |
| Bek/béké                                             | Manger, mordre | Anon bek in nafer nou = Allons manger quelque chose |
| Bern/berné, (Galfaté)                                | Salir, (barbouiller) | Ou la bern mon loto ankor-là ek out soulié gomé ! = Tu as sali ma voiture encore avec tes chaussures sales !                                                                 |
| Binÿ/binÿé                                           | Se baigner, se laver | Alé binÿ aou don ! = Va te laver ! |
| Bït ek/bïté ek                                       | Heurter, rencontrer | Kan volër té pou kapay dan la rï, lï la bït ek la loi ; Banna la ret alï. = Quand le voleur était en train de voler dans la rue, il a rencontré la police. Ils l'ont arrêté. |
| Bliy/bliyé                                           | Oublier | Oté ! Nou la bliy gran papa lestassion ! = Hey ! On a oublié grand-père à la station !                                                                                       |
| Boir                                                 | Boire | M'i boir dëlo, zhamé soda ! = Je bois de l'eau, jamais du soda ! |
| Bord/bordé                                           | Mettre de côté, garer, ignorer, exclure | Ton madam la bord son loto vizavi la boutik = Ta femme s'est garée en face du magasin                                                                                        |
| Bot/boté                                             | Plaire, convenir, intéresser | Ti loto i bot amoin sa ! = Cette petite voiture me plaît |
| Boukane/Boukané, (Fimé)                              | (Fumer), Boukane = faire de la fumée, Boukané = Enfumer                                                                                     | Assé fimé, ou lapré fayad aou ! = Arrête de fumer, tu es en train de te rendre malade !                                                                                      |
| Boush/boushé                                         | Boucher, refermer | Boush bien boit-là apré ou anserv alï = Referme bien la boîte après que tu l'ais utilisée                                                                                    |
| Brann/brandé                                         | Remuer, secouer, bouger | Té ton min i brann ou fine vië ou hin = Hey ta main tremble, tu es vieux maintenant                                                                                          |
| Brate/braté                                          | Donner le bras | Sé mon papa va brate amoin zhïska lotel légliz = C'est mon papa qui va m'accompagner jusqu'à l'autel à l'église                                                              |
| Dane/dané                                            | Rendre la vie dure, damner | Mon bononm i dane amoin tou-lé-zhour ! = Mon homme me rend la vie dure tous les jours !                                                                                      |
| Déboush/déboushé                                     | Déboucher, ouvrir | Déboush mon paké bonbon pou moin siouplé métress ! = Ouvre mon paquet de bonbons pour moi s'il te plaît maîtresse !                                                          |
| Dëbout/dëbouté                                       | Se lever, s'opposer à | Sa in moune gabié sa ! Lï la dëbout gouvernman kolonial ! = C'est un héros ! Il s'est opposé au gouvernement colonial !                                                      |
| Def/défé                                             | Défaire, délier, chambouler | M'i def manzé dann marmite ek dëlo = Je délie le manger dans la marmite avec de l'eau                                                                                        |
| Défann                                               | Défendre, empêcher | Défann alï mont sï la tab ! = Empêche-le de monter sur la table |
| Déklok/dékloké                                       | Se déboîter, se démettre | Ha ! M'i kroi mon bra la dékloké ! = Ah ! Je crois que mon bras s'est démis !                                                                                                |
| Dékol/dékolé                                         | Décoller, partir | Oussa ou lé ? M'i dékol la kaz moin là = Où est-ce que tu es ? Je viens de partir de la maison, là                                                                           |
| Dégazh/dégazhé                                       | Se dépêcher | M'i dégazh aport aou sa ! = Je me dépêche de te l'amener ! |
| Dégobiy/dégobiyé                                     | Vomir | M'i inm pa rantt dann loto, sak foi m'i dégobiy = Je n'aime pas aller dans une voiture, à chaque fois je vomis                                                               |
| Dégot/dégoté                                         | Se débrouiller, bien s'en tirer | I paré v'i dégot bien sanm vot gitar ? = Il paraît que tu te débrouilles bien avec ta guitare ?                                                                              |
| Démar/démaré                                         | Démarrer, détacher, commencer | Papa, ou ginÿ démar sa pou moin siouplé ? = Papa, tu peux détacher ça pour moi s'il te plaît ?                                                                               |
| Dévid/dévidé                                         | Vider | Aou mon langet lë shien ! Ou la dévid mon gamel, la pa kit arien po moin ! = Putain de chien ! Tu as mangé tout mon repas, tu n'as rien laissé !                             |
| Dévir/déviré                                         | Retourner, devenir | Lï la fine dévir kanyar sat-là ! = Il est devenu une racaille aujourd'hui, celui-là !                                                                                        |
| Diminié ou bien diminyé                              | Diminuer | |
| Dizé, Di                                             | Dire, Dit | Lï la di konmsa néna in kabar vint-troi-z-ër = Il a dit qu'il y a un cabare (cérémonie religieuse malgache) à vingt-trois heures                                             |
| Domine/dominé, (Anprofité)                           | Dominer, (exploiter) | Lesklavaz la fini, aster nï vë pï trouv dëmoune pou domine anou = L'esclavage est terminé, nous ne voulons pas que quelqu'un nous exploite                                   |
| Done/dar/doné                                        | Donner | Dar amoin mon lordi siouplé = Donne-moi mon ordinateur s'il te plaît |
| Ené/énet                                             | Naître | Oussa ou la éné ou ? = Où es-tu né, toi ? |
| Espass/éspassé ; Spass/spassé                        | Se passer, avoir lieu | Koué la espassé don ? = Qu'est-ce qu'il s'est passé ? |
| Esplik/éspliké                                       | Expliquer | Konman ou-i ésplik sa ? = Comment tu expliques ça ? |
| Fane/fané                                            | Faner, se répandre, couler | Dëlo la fane ater ! = L'eau s'est répandue par terre ! |
| Fard/fardé                                           | Se maquiller | Asper in kou mon zézer, m'i sar fard amoin = Attend-moi mon chéri, je vais me maquiller                                                                                      |
| Farlang/farlangé                                     | Couper, lacérer, donner des coups de couteau, fabriquer                                                                                     | Té na in bougg la rod farlang mon figïr ek son sab taler-là ! = Hey il y a un gars qui a essayé de me lacérer le visage avec son sabre tout à l'heure !                      |
| Fayadé                                               | Se rendre malade | Fayad pa ou kom'a ! V'alé mië hin = Ne te rends pas malade comme ça ! Ça va aller mieux, hein                                                                                |
| Fémal                                                | Faire mal | Dëmin m'i sa batay dann ron, sëman afol pa, m'i fémal arpa moin = Demain je vais me battre dans l'arène, mais ne t'inquiètes pas, je ne me ferai pas mal                     |
| Fénéssans                                            | Créer | Kissa la fénéssans sitinternét-là ? = Qui a créé ce site internet ? |
| Fénoir                                               | Obscurcir, noircir | Lë tan po fénoir-là ! = La nuit arrive |
| Fet/fété                                             | Fêter, faire la fête | N'a pa bëzoin larak pou fété = On n'a pas besoin d'alcool pour faire la fête                                                                                                 |
| Fione/fioné                                          | Berner, voler | Toultan minm ou rod fione amoin ou ! = Tout le temps tu essayes de me berner, toi !                                                                                          |
| Flat/flaté                                           | Supplier, implorer | Lï la rod flat amoin po m'i done alï in boutt, sëman lï la pa ginÿ amoin ! = Il m'a imploré de lui donner un morceau, mais ça n'a pas pris avec moi !                        |
| Frédi/frédir                                         | Refroidir, rafraîchir | Yin atoué, manzhé sar frédi ! = Viens, le manger va refroidir ! |
| Fritt                                                | Frire | Moin la fritt poisson = J'ai frit du poissons |
| Fali pi Falé ou I fo ou Fodra ou Falé                | Falloir | Fodra pa bliy aminn boukané pou zot = Il ne faudra pas oublier de ramener du boucané pour eux                                                                                |
| Fot/foté                                             | Fauter, se rendre coupable | La pa moin lotër ! Pa moin la foté ! = Ce n'est pas moi le coupable ! Je n'ai pas fauté !                                                                                    |
| Fouy/fouyé                                           | Fouiller, creuser | Banna la fouy pou trouv zarlor terlà = Ils ont creusé ici pour trouver un trésor                                                                                             |
| Galiz/galizé                                         | Aplanir | Galiz shëmin dëvan mon kaz = Aplani le chemin devant chez moi |
| Galop/Galopé                                         | Courir | Mon kabri i inm galop partou = Ma chèvre aime courir partout |
| Ganss/gansé                                          | Nouer | Ganss lë në-là avan nï shavir = Noue ce nœud avant qu'on ne passe par-dessus bord                                                                                            |
| Giny, gingné, (Ginyé)                                | Gagner, (avoir) | Kossa zot la ganÿ pou Nohel ? = Qu'avez-vous eu à Noël ? |
| Gardien                                              | Garder, surveille, abriter | Moin la gardien la kaz mon kamarade pandan lé-fet = J'ai gardé la maison de mon ami pendant les fêtes                                                                        |
| Gaskone/gaskoné                                      | Embêter, taquiner | Oté papa, lï la pou gaskone amoin ! = Hé, papa, il est en train de m'embêter                                                                                                 |
| Gaspiy/gaspiyé                                       | Gaspiller, brader, Se moquer | Assé gaspiy nout péhi = Arrêter de brader notre pays |
| (Guetter, Louquer), Get/gété                         | (Regarder), surveiller | Gèt tifiy-là koman lé roz ! = Regarde la fille là comme elle est belle ! |
| (Konète), Ginÿ/ginÿé (lire Gain-ille/illé)           | (Savoir), être capable, pouvoir | Zot i ginÿ koz Kréol ? = Vous savez parler créole ? |
| Glass/glassé                                         | Glacer, rendre lisse et brillant, plastifier                                                                                                | M'i sar glass mon diplom, ou vien ek moin ? = Je vais plastifier mon diplôme, tu viens ?                                                                                     |
| Gom/gomé                                             | tâcher, gommer | Moin la gom mon kabay = J'ai gommé ma chemise |
| Gomaz                                                | Salir | Sé inposib alerzordi gomaz = C'est impossible de salir. |
| Kabiné                                               | Faire ses besoins, être aux toilettes | M'a po kabiné moin-lâ ! = Je suis (en train de faire mes besoins/aux toilettes)                                                                                              |
| Of                                                   | Offrir | Pou Nohel lï sra kontan, m'i sa of alï ène loto = À Noël, il sera heureux, je vais lui offrir une voiture                                                                    |
| Kakay/kakayé                                         | Caqueter, rire bêtement | Get la bann terba, zot po kakayé ! = Regarde la bande là-bas, ils sont en train de rire bêtement !                                                                           |
| Kâl/kâlé                                             | Écailler | Kâl poisson-là ou oliër kozé ! = Écaille ce poisson, toi, au lieu de parler !                                                                                                |
| Kal/kalé                                             | S'arrêter | Nout tout la kal dëvan la méri = On s'est tous arrêté devant la mairie |
| Kalkïl/kalkïlé                                       | Croire, se prendre pour, faire un compte avec quelqu'un                                                                                     | Ou kalkïl aou in moune gabié kossa ? = Tu te crois fort ? |
| Kanïl/kanïlé                                         | Embêter | Té assé kanïl alï ek ton bann kestyon lâ, lï fé-k arivé ! = Hé, arrête avec tes questions, il vient d'arriver !                                                              |
| Kanik/kaniké                                         | Tomber par petit bout | La pli i konmans kaniké = La pluie commence à tomber par petites gouttes |
| Kanot/kanoté                                         | Dériver, vaciller, être déséquilibré | Forstan boir, lï kanot toultan aster = À force de boire, il vacille tout le temps maintenant                                                                                 |
| Kap/kapé                                             | S'emparer, saisir rapidement | Lër mon portfey la shapé, volër la kap alï direk ! Apréla lï la galopé... = Quand mon porte-feuille est tombé, le voleur l'a saisi rapidement ! Après il s'est enfui         |
| Kapay/kapayé                                         | Voler, accaparer | Zot la fine kapay kayass ? = Vous avez déjà volé de l'argent ? |
| Kapone/kaponé                                        | Avoir peur | Toultan minm lï kapone dëvan fim bébete ! = Tout le temps il a peur devant un film d'horreur !                                                                               |
| Kapote/kapoté                                        | Renverser | Mon fanm la kapot dann d'lo = Ma femme est tombée à l'eau |
| Kapoul/kapoulé                                       | Péricliter, dépérir | Lanpir romin la konmans kapoulé sanm larivé bann zhermin = L'empire romain a commencé à péricliter avec l'arrivée des Germains                                               |
| Karène/karéné ; Karinn/karinné                       | Donner une raclée | Lï noré karène amoin si moin lavé pa filoshé = Il m'aurait flanqué une raclée si je n'avais pas détallé                                                                      |
| Kashiet                                              | Cacher | Oussa lï la parti kashiet ankor sat-là ? = Où est-il allé se cacher celui-là ?                                                                                               |
| Kine/kiné                                            | Mourir, tuer | M'i ginÿ pï ek grip-là, m'i sar kine alï sanm lë ronm asoir = Je n'en peux plus de cette grippe, je vais la tuer avec du rhum ce soir                                        |
| Kit/kité                                             | Quitter, Laisser | Moin la kit mon palto la kaz = J'ai laissé ma veste à la maison |
| Kler/kléré                                           | Éclairer | Bondié kler shëmin pou moin siouplé ! = Dieu éclairez mon chemin s'il vous plaît !                                                                                           |
| Koné                                                 | Connaître | Moin té koné alï moin, nout dë lï té sava lékol ansanm = Je le connaissais, on allait à l'école ensemble                                                                     |
| Asévé ou Ansèv ou Sévé                               | Continuer | Si ou ansèv, m'a di atoué ton kat vérité = Si tu continues, je vais te dire tes quatre vérités                                                                               |
| Konÿ/konÿé                                           | Frapper, cogner | Monmon, dada la konÿ amoin ! = Maman, grand-frère m'a frappé ! |
| Konpran/konprann/konpri                              | Comprendre | Papa m'i mazhine lï noré konpri la lësson si ou lavé korizh alï = Papa, je crois qu'il aurait compris la leçon si tu l'avais corrigé                                         |
| Kopyé                                                | Copier | M'i kopyé pa d'sï ou moin ! = Je ne copie pas sur toi, moi ! |
| Kost/kosté ; Akost/akosté                            | Aborder, approcher, se coller à quelqu'un, s'appuyer sur quelque chose, accoster                                                            | Yer Sin Pier navé inn ti-fiy té dos, moin la kost alï dann bïs = Hier à Saint-Pierre, il y avait une jolie fille, je l'ai abordé dans le bus                                 |
| Koul/koulé                                           | Couler, poster | Alé koul lett-là pou moin siouplé = Va poster cette lettre pour moi s'il te plaît                                                                                            |
| Kounish/kounishé                                     | Corriger (châtiment) | Moin té pou kounish ali ler la loi la rivé = J'étais en train de le corriger quand la police est arrivée                                                                     |
| Koup/koupé                                           | Couper, récolter | Nou la pou koup la kann dëpi mardi = On récolte la canne-à-sucre depuis mardi                                                                                                |
| Koz/kozé                                             | Parler | Zot i koz sanm Pièr ? = Vous parlez à Pierre, vous ? |
| Kraz/krazé                                           | Écraser, danser, dormir, faire une sieste                                                                                                   | Shofé zézer, kraz inn ti séga bayo ! = Allez chéri, danse un séga ! |
| Kri/kriyé                                            | Appeler | I kri anou ti kok Tanpon ! = On nous appelle les coqs du Tampon ! |
| Krwar, krwa, krwayé                                  | Croire | Ou krwa Bondié aou ? = Tu crois en Dieu, toi ? |
| Largg/largé                                          | Lâcher, distancer, quitter (quelqu'un) | La loi ! Largg out fïzi-dë-kou ater ! = Police ! Lâche ta carabine ! |
| Lish/lishé                                           | Lécher | Sa lé bon, m'i lish mon doi = C'est bon, je m'en lèche les doigts |
| Lof/lofé                                             | Aller très vite, voler | Zoizo-là la lof sï moin = Cet oiseau a volé au-dessus de ma tête |
| Louquer, Guetter, Louksiré, Rogardé, Loukat, Loukaté | Regarder | Lï té i louk amoin toultan = Il me regardait tout le temps |
| Malparl/malparlé                                     | Dire du mal de quelqu'un, réprimander | Ti sar malparl amoin avek ton bann kamarad = Tu vas dire du mal de moi avec tes amis                                                                                         |
| Mank/manké                                           | Manquer, faillir | Té pangar té, ou la mank kraz amoin ek out loto ! = Hé, fais attention, tu as failli m'écraser avec ta voiture !                                                             |
| Manzh/manzhé                                         | Manger | Nou la pou manzh kabri massalé = Nous sommes en train de manger du cabri massalé                                                                                             |
| Maryé                                                | Marier | Monmon fé maryé moin avek Eliza ! = Maman, marie-moi avec Eliza ! |
| May/mayé                                             | Emmêler | Sort terlà, zot sar may azot ladan moin lé sïr ! = Sortez de là, vous allez vous emmêler là-dedans, j'en suis sûr                                                            |
| Mazhine/mazinhé                                      | Imaginer, penser | Zot té pou mazhine zot papa-monmon ? = Vous pensiez à vos parents ? |
| Mèt                                                  | Mettre | Mèt alï dann fon la kour = Va le mettre au fond de la cour |
| Mëzïr/mëzïré                                         | Mesurer, essayer | M'i vë mëzïr rob-là siouplé = Je voudrais essayer cette robe s'il vous plaît                                                                                                 |
| Mïr/mïri                                             | Mûrir | Bann mangg-là i mïr bien = Ces mangues mûrissent bien |
| Mol                                                  | Amollir, décourager | Oté son kozman la mol anou = Ses paroles nous ont découragé |
| Mor                                                  | Mourir | Té moin sar mor ek lë fésho-là ! = Je vais mourir avec cette chaleur insupportable !                                                                                         |
| Nerv/nervé                                           | Énerver | Assé ! M'i nerv in kou moin ! = Arrête ! Je vais m'énerver, là ! |
| Niabou ; yinbou ; vienbou                            | Venir à bout de, arriver à | Zot la niabou trouv laredkar ? = Vous avez réussi à trouver l'arrêt de bus ?                                                                                                 |
| Oi/oir/vï/Vwar                                       | Voir | Ou i oi ! Ou la vï ! Ou sa oir ! M'a pa la ek sa moin ! = Tu vois ! Tu as vu ! Tu vas voir ! Je m'en fiche, moi !                                                            |
| Oper/opéré                                           | Opérer, observer | Moin la bien oper alï, lï lé mové ! = Je l'ai bien observé, il est méchant !                                                                                                 |
| Ostine/ostiné                                        | Obstiner | Lï la fé la merd, apré lï ostine di kë lï la pa fé ryin ! = Il a fait n'importe quoi, après il s'obstine à dire qu'il n'a rien fait !                                        |
| Palank/palanké                                       | Chavirer | Lë bann piedboi lapré palanké ek koudvan-là ! = Les arbres sont en train de chavirer sous ce cyclone !                                                                       |
| Pandiy/pandiyé                                       | Accrocher | Pandiy sa anler la portt, va shass zavan ! = Accroche ça au-dessus de ta porte, ça va chasser les mauvais esprits                                                            |
| Paryé                                                | Parier | M'i paryé ek ou k'ou va ganÿ lë kou ek out fanm kan v'arivé ! = Je te parie que tu vas t'en prendre plein la figure quand on arrivera                                        |
| Parl/parlé                                           | Enguirlander | Mon monmon la parl amoin ! = Ma mère m'a enguirlandé ! |
| Pil/pilé                                             | Marcher sur, écraser | Banna la pouss alï, alorss lï la shapp ater, apressa zot la pil alï oté ! = Ils l'ont poussé donc il est tombé par terre et après ils lui ont marché dessus !                |
| Plane/plané                                          | Déconner | Té m'i di pa ou, mon téléfone i plane ! = Hé, au fait, mon téléphone déconne !                                                                                               |
| Perss/perssé                                         | Percer, essorer | Linzh-là lé tranpé mounoir, alé perss alï ! = Ces vêtements sont trempés, va les essorer !                                                                                   |
| Apiyé ou Apyi ou Apuiyé                              | Appuyer | Apyi bouton po moin siouplé ! = Appuie sur le bouton pour moi s'il te plaît ?                                                                                                |
| Plër/plëré                                           | Pleurer | Dëpi ou la kit amoin, m'i plër tou-lé-zhour = Depuis que tu m'as quitté, je pleure tous les jours                                                                            |
| Plïsh/plïshé                                         | Éplucher | Alé plïsh zoinion pou moin = Va éplucher les oignons pour moi |
| Pran/prann                                           | Prendre | Pran sa pou ou = Prend ça, c'est pour toi |
| Prëfer/prëféré                                       | Préférer | Kossa ou-i prëfer, kari obien rougay asoir ? = Qu'est-ce que tu préfères, du cari ou du rougail ce soir ?                                                                    |
| Prétan                                               | prétendre (Prétan pa = ne pas vouloir) | Toush pa mon zistoir, non sa m'i prétan pa = Ne touche pas à mes affaires, non ça je ne veux pas                                                                             |
| Prévënir                                             | Prévenir | Zot la prévënir alï vien pa rod dézord dan zot kartyé = Ils l'ont prévenu de ne pas venir chercher les ennuies dans leurs quartiers                                          |
| Pwak/pwaké                                           | Brûler, piquer | Soley i pwak zhordï ! = Le soleil tape aujourd'hui ! |
| Ral/ralé                                             | Tirer, ramener, emmener | Ou i ginÿ ral amoin Sin-Zhil ? = Tu peux m'emmener à Saint-Gilles ? |
| Raplik/rapliké                                       | Rappliquer, Rabattre | Lï la raplik a droit = Il s'est rabattu à droite |
| Ratapé                                               | Retourner | Ratapé la viann po kui-là ! = Retourne la viande qui est en train de cuire !                                                                                                 |
| Ravazh/ravazhé                                       | Ravager, agacer, être turbulent, faire des bêtises                                                                                          | Out marmay i ravazh inta zhordï lâ ! = Ton enfant fait beaucoup de bêtises aujourd'hui !                                                                                     |
| Rantt/rantré                                         | Entrer, rentrer, devenir | Ou kë pa koué ? Moin la rantt professër ! = Tu ne sais pas quoi ? Je suis professeur maintenant !                                                                            |
| Rété/rès/arès                                        | rester | Lï rès Sin-Dni = Il reste à Saint-Denis |
| Rod/rodé                                             | Chercher | Banna la pou rod la klé la kaz = Ils sont en train de chercher la clé de la maison                                                                                           |
| Ronn/rondé                                           | Tourner autour, rôder | Pangar, na in kaniar i ronn otour out loto depï troi-z-ër tan lâ ! = Fais attention, il y a une racaille qui tourne autour de ta voiture depuis trois heures !               |
| Rouv/rouver                                          | Ouvrir, rouvrir | Lë nouvo boit i rouver zhordi = La nouvelle boîte ouvre aujourd'hui |
| Sakouy/sakouyé                                       | Secouer | Sakouy alï avan déboushé = Il faut le secouer avant de l'ouvrir |
| Sanpass/sanpassé                                     | Se passer de | M'a pa kab sanpass mon vin onz'ër = Je ne peux pas me passer de mon vin le midi                                                                                              |
| Sava/alé/parti                                       | Aller | M'i sava la mess = Je vais à la messe |
| Sëbat, soubat                                        | Se battre, combattre, se débattre | Nou lé bien malërë, nou sëbat pou ganÿ nout manzhay = On est très pauvre, on doit se battre pour gagner notre pain                                                           |
| Sed                                                  | Se mettre à | Ou la sed aou rézhim vézhétarien koué ? = Tu t'es mis au régime végétarien, ou quoi ?                                                                                        |
| Sek                                                  | Sécher (sèche) | Mon linzh lapou sek dëhor = Mon linge sèche dehors |
| Sererrer, mettr, ramasser                            | Ser sa touzhour, moin sar pa manzh toudsuit = Mets ça de côté, je ne vais pas manger tout de suite                                          | |
| Sézi                                                 | Saisir, choquer, comprendre | M'i kroi moin la sézi kossa lï té po di = Je crois que j'ai compris ce qu'il disait                                                                                          |
| Shabouk/shabouké                                     | Fouetter | Bann zésklav té shabouké lër zot té vë pa travay = Les esclaves étaient fouettés quand ils ne voulaient pas travailler                                                       |
| Shap/shapé                                           | Echapper, tomber | Moin la shap ater, la fémal amoin oté ! = Je suis tombé par terre, je me suis fait mal !                                                                                     |
| Sharoy/sharoyé                                       | Transporter, aller chercher, ramener | Tou-lé-zhour mon monmon té sava la rivier pou sharoy dëlo la kaz = Tous les jours, ma maman allait à la rivière chercher de l'eau pour la maison                             |
| Shoizi                                               | Choisir | Aou minm mon kër la shoizi mon gaté ! = C'est toi que mon cœur a choisi, mon amour !                                                                                         |
| Shonÿ/shonÿé (lire chon-ille/illé ou son-ille/illé)  | S'occuper, éduquer, élever | M'i shonÿ kabri ! = J'élève des chèvres |
| Sinÿ/sinÿé (lire sin-ille/illé)                      | Saigner | Monmon, get m'i sinÿ ! = Maman, regarde, je saigne ! |
| Sïrfout/sïrfouté                                     | Se contrefoutre de | Lï sïrfout kossa ou-i di lï ! = Il se contrefout de ce que tu lui dis ! |
| Siy/siyé                                             | Signer | Done, m'i siy out karné = Donne-moi ton cahier que je le signe |
| Soinÿ/soinÿé                                         | Soigner | Alé soinÿ out boubou don ! = Va soigner ta blessure ! |
| Sort/sorti                                           | Venir de, sortir | Ou sort oir alï ? = Tu viens de le voir ? |
| Sot/soté                                             | Sauter, traverser, passer, dépasser | Bann zésklav té blizhé sot la mer sï bato pou ariv La Rényon = Les esclaves étaient obligés de traverser la mer sur des bateaux pour venir à La Réunion                      |
| Souk/souké                                           | Attraper, prendre, pêcher, chasser | Zot i souk poisson = Ils pêchent |
| Souplinÿ/souplinÿé                                   | Gémir, plaindre | Sa inn tantine i souplinÿ alï tou-la-zhourné sa ! = C'est une fille qui se plaint toute la journée !                                                                         |
| Suif/suifé                                           | Mettre une raclée | La Franss la suif la Suiss yer ! = La France a mis une raclée à la Suisse hier !                                                                                             |
| Tak/také/Apille                                      | Fermer | Bliy pa tak lë baro avan ou sava ! = N'oublie pas de fermer le portail avant d'y aller                                                                                       |
| Tarz/tarzé, taz/tazé                                 | Berner, flatter | Assé rod tarz amoin don ! = Arrête d'essayer de me berner ! |
| Tienbo ; tiembo                                      | Tenir bon, tenir | Tienbo sa pou moin siouplé ! = Tu peux me tenir ça s'il te plaît ? |
| Tinn                                                 | Éteindre | Ou la tinn pétrolet koué ? I fé noir ! = Tu as éteint la lampe à pétrole ? Il fait noir                                                                                      |
| Tonm/tonbé                                           | Se situer | Oussa i tonm légliz ? = Où se situe l'église ? |
| Touf/toufé ; Étouf/étoufé                            | Étouffer, faire une touffe (seulement pour touf/toufé)                                                                                      | Son lodër la moukat té touf amoin ha ha ! = Sa mauvaise odeur m'étouffait, ah ah !                                                                                           |
| Trap/trapé                                           | Prendre, attraper | Trap sa pou moin siouplé ! = Prends ça pour moi s'il te plaît ! |
| vé, vouli, voulé, voudra, voudré                     | Vouloir | Kossa lï vé ? Kossa lï voudra ? Sa la pa mon afer = Que veut-il ? Que voudra-t-il ? Ça ne me regarde pas                                                                     |
| Vey/véyé                                             | Veiller, surveiller, regarder | Ou la pa fini vey zafer dëmoune kom'a ? = Tu n'en as pas marre de surveiller les gens comme ça ?                                                                             |
| Vien/yin/nir                                         | Venir | Afol pï, m'i yin oir aou. Dëmin minm m'i sar nir. = Ne t'inquiète pas, je viens te voir. Demain je viens.                                                                    |
| Zhalou                                               | Jalouser | Lë voizin toultan lï zhalou amoin = Le voisin me jalouse tout le temps |
| Zhïr/zhïré                                           | Insulter, jurer | Aou la zhïr amoin-là ? = C'est toi qui m'a insulté, là ? |
| Zhoué                                                | Jouer | Nï zoué balon sanm mon bann = Nous jouons au ballon ma bande et moi |
| Zigid, Fanafouter ou Drogé ou Aranz                  | Ensorceler | M'i kroi tantine-là i grat tiboi, la zigid amoin = Je crois que cette fille s'adonne à la sorcellerie, elle m'a ensorcelé                                                    |
| épisé                                                | épicer | Sé épisé. = C'est épicer. |
| Akomodé                                              | Accommoder | Sé akomodé. = C'est accommoder. |

### Le corps humain

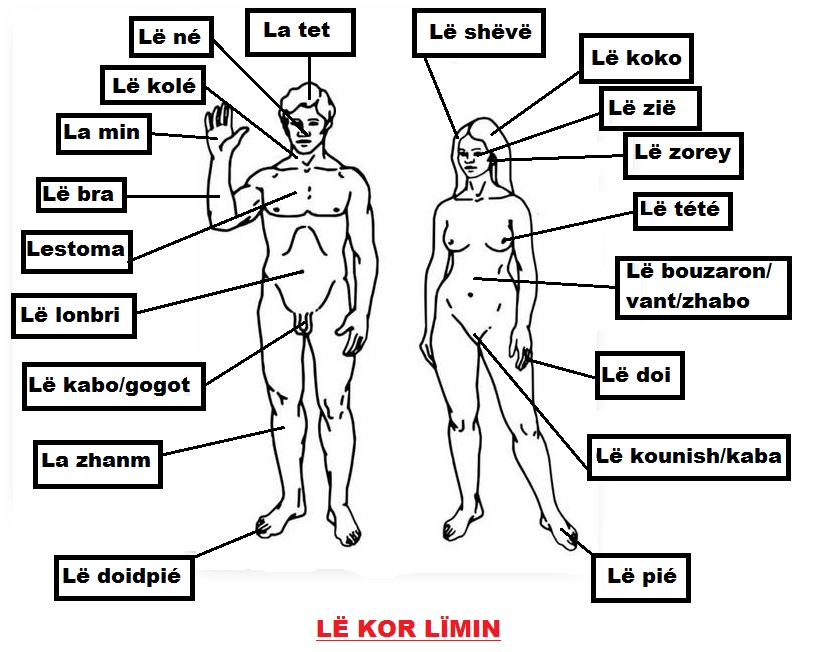
Vocabulaire du corps humain en Créole réunionnais

### Unités nominales inséparables et semi inséparables

#### Unités nominales inséparables
Un certain nombre de noms communs en français se sont vu fusionner avec leurs déterminants en créole réunionnais, en faisant des unités nominales inséparables. La plupart sont dérivés de noms précédés par les préfixes "L' ", "LE" ou encore qui ont conservé la liaison du français "Z'" (la liaison après "les" par exemple) ou bien avec un "N" final.
Exemple : "Mon matant té i inm zariko lavé dann tan lontan" = " Ma tante aimait les haricots qu'on avait avant il y a longtemps "
| créole réunionnais | français              | fusion           |
| ------------------ | --------------------- | ---------------- |
| zanfan             | enfant                | le(s 'e)nfants   |
| zéleksyon          | élection              | le(s' é)lections |
| zariko             | haricot               | le(s' ha)ricots  |
| zafer              | affaire               | le(s' a)ffaires  |
| zami               | ami                   | le(s' a)mis      |
| zékoutër           | écouteur              | le(s' é)couteurs |
| zétoil             | étoile                | le(s' é)toiles   |
| lil                | île                   | l'île            |
| lartik             | article               | l'article        |
| lora               | avoir au futur        | i(l y a)ura      |
| loré               | avoir au conditionnel | i(l y a)urait    |
| lavé               | avoir au passé        | i(l y a)vait     |
| lalfabé            | alphabet              | (l' a)lphabet    |
| lâme               | âme                   | (l'â)me          |
| lané               | année                 | (l'a)nnée        |
| latlié             | atelier               | (l'a)telier      |
| légliz             | église                | (l'é)glise       |
| lékol              | école                 | (l' é)cole       |
| nora               | avoir au futur        | il y e(n a)ura   |
| noré               | avoir au conditionnel | il y e(n a)urait |
| navé               | avoir au passé        | il y e(n a)vait  |
| matant             | tante                 | ma tante         |

#### Unités nominales semi-inséparables
Un certain nombre d'autres noms communs en français se sont vu fusionner avec leurs déterminants en créole mais seulement lorsqu'un déterminant était présent en français, il vient ainsi remplacer le "DE", "DU", "DES", "LE", "LA" ou encore "LES".
Exemple : "Met dësik, dëlé sar plï dou" = " Mets du sucre, le lait sera plus agréable "
| créole réunionnais | français                       | fusion     |
| ------------------ | ------------------------------ | ---------- |
| dësïk              | sucre                          | de sucre   |
| dësel              | sel                            | de sel     |
| dëpin              | pain                           | de pain    |
| dëlo               | eau                            | de l'eau   |
| dëvin              | vin                            | de vin     |
| dëbër              | beurre                         | de beurre  |
| dëluil             | huile                          | de l'huile |
| dëmyel             | miel                           | de miel    |
| dëfë               | feu                            | de feu     |
| dëboi              | bois                           | de bois    |
| dëri               | riz                            | de riz     |
| dëlé               | lait                           | de lait    |
| lëtin              | thym                           | le thym    |
| lëgrin             | grain, haricot, féculent, fève | le grain   |
| laviann            | viande                         | la viande  |
| lasann             | cendre                         | la cendre  |
| lafet              | fête                           | la fête    |

## Temps verbaux du créole réunionnais

### Présent
| Koz (Parler) présent |               |
| Moin / M' — i koz    | Nou — (i) koz |
| Ou — (i) koz         | zot — i koz   |
| Li — (i) koz         | Banna — i koz |

| Et (être) présent |            |
| Moin — lé         | Nou — lé   |
| Ou — lé           | zot — lé   |
| Li — lé           | Banna — lé |

| Avoir (Avoir) présent |              |
| Moin — nana           | Nou — nana   |
| Ou — nana             | zot — nana   |
| Li/lu — nana          | Banna — nana |

Exemple : "M'i trapp mon palto" = "Je prends mon pull"
Pour former la négation il suffit de rajouter "Pa" (pas), "Poin" (pas ; avec le verbe "avoir" pour la possession) "Pï" (plus) ou "Zhamé" (jamais) après le verbe :
M'i koz pa/pï (Je ne parle pas/plus) ; Ou nana poin soulié (Tu n'as pas de chaussures)

### Progressif du présent
- La marque la plus répandue

| Koz (Parler) présent progressif   |                                    |
| Moin — la pou/la po/pou/po koz(é) | Nou — la pou/la po/pou/po koz(é)   |
| Ou — la pou/la po/pou/po koz(é)   | zot — la pou/la po/pou/po koz(é)   |
| Li — la pou/la po/pou/po koz(é)   | Banna — la pou/la po/pou/po koz(é) |

| Avoir (Avoir) présent progressif   |                                     |
| Moin — la pou/la po/pou/po ganÿ(é) | Nou — la pou/la po/pou/po ganÿ(é)   |
| Ou — la pou/la po/pou/po ganÿ(é)   | zot — la pou/la po/pou/po ganÿ(é)   |
| Li — la pou/la po/pou/po ganÿ(é)   | Banna — la pou/la po/pou/po ganÿ(é) |

Étymologie : « La pou » vient de « il est là pour » faire quelque chose.
Exemple : "Lï po kraz piman dann pilon" = "Il est en train d'écraser du piment dans un pilon"
- Il existe une variante plus rare

| Koz (Parler) présent progressif         |                                          |
| Moin — lé apré/lapré/apré/apé/pé koz(é) | Nou — lé apré/lapré/apré/apé/pé koz(é)   |
| Ou — lé apré/lapré/apré/apé/pé koz(é)   | zot — lé apré/lapré/apré/apé/pé koz(é)   |
| Li — lé apré/lapré/apré/apé/pé koz(é)   | Banna — lé apré/lapré/apré/apé/pé koz(é) |

| Avoir (Avoir) présent progressif         |                                           |
| Moin — lé apré/lapré/apré/apé/pé ganÿ(é) | Nou — lé apré/lapré/apré/apé/pé ganÿ(é)   |
| Ou — lé apré/lapré/apré/apé/pé ganÿ(é)   | zot — lé apré/lapré/apré/apé/pé ganÿ(é)   |
| Li — lé apré/lapré/apré/apé/pé ganÿ(é)   | Banna — lé apré/lapré/apré/apé/pé ganÿ(é) |

Étymologie : « Pé » vient d'« être après » faire quelque chose.
Exemple : "Nou lapré anmar lë bato" = "Nous sommes en train d'attacher le bateau"
- Enfin existe aussi une variante acrolectale (plus proche du français) :

| Koz (Parler) présent progressif |                                 |
| Moin — lé antrinn/trinn koz(é)  | Nou — lé antrinn/trinn koz(é)   |
| Ou — lé antrinn/trinn koz(é)    | zot — lé antrinn/trinn koz(é)   |
| Li — lé antrinn/trinn koz(é)    | Banna — lé antrinn/trinn koz(é) |

| Avoir (Avoir) présent progressif |                                  |
| Moin — lé antrinn/trinn ganÿ(é)  | Nou — lé antrinn/trinn ganÿ(é)   |
| Ou — lé antrinn/trinn ganÿ(é)    | zot — lé antrinn/trinn ganÿ(é)   |
| Li — lé antrinn/trinn ganÿ(é)    | Banna — lé antrinn/trinn ganÿ(é) |

Étymologie : « Antrinn » vient d'« être en train de » faire quelque chose.
Exemple : "Ou trinn rant dan out kaz ?" = "Tu es en train de rentrer chez toi ?"
Il n'existe pas de négation au progressif présent

### Présent terminatif récent
- Variante basilectale (plus loin du français)

| Koz (Parler) présent terminatif récent |                     |
| Moin — M' (i) sort koz(é)              | Nou — sort koz(é)   |
| Ou — sort koz(é)                       | zot — sort koz(é)   |
| Li — sort koz(é)                       | Banna — sort koz(é) |

| Avoir (Avoir) présent terminatif récent |                      |
| Moin — M' (i) sort ganÿ(é)              | Nou — sort ganÿ(é)   |
| Ou — sort ganÿ(é)                       | zot — sort ganÿ(é)   |
| Li — sort ganÿ(é)                       | Banna — sort ganÿ(é) |

Exemple : "M'i sort koz sanm banna, la di amoin la soiré i fé pï" = "Je viens de leur parler, ils m'ont dit que la soirée est annulée"
- Variante acrolectale (plus proche du français)

| Koz (Parler) présent terminatif récent |                      |
| Moin — (i) vienn koz(é)                | Nou — vienn koz(é)   |
| Ou — vienn koz(é)                      | zot — vienn koz(é)   |
| Li — vienn koz(é)                      | Banna — vienn koz(é) |

| Avoir (Avoir) présent terminatif récent |                       |
| Moin — (i) vienn ganÿ(é)                | Nou — vienn ganÿ(é)   |
| Ou — vienn ganÿ(é)                      | zot — vienn ganÿ(é)   |
| Li — vienn ganÿ(é)                      | Banna — vienn ganÿ(é) |

Exemple : "Lï vienn oir lë shien ter-ba !" = "Il vient de voir le chien par là-bas !"
Il n'existe pas de négation au présent terminatif présent

### Passé inaccompli
- Basilectal (plus éloigné du français)

| Koz (Parler) passé inaccompli |                |
| Moin — M' (i) té koz          | Nou — té koz   |
| Ou — té koz                   | zot — té koz   |
| Li — té koz                   | Banna — té koz |

Étymologie : « Té » vient de du verbe français « être » à l'imparfait, « était ».
Exemple : "Nou té pran lë trin" = "On prenait le train"
- Il existe aussi une variante basilectale plus rare

| Koz (Parler) passé inaccompli |                  |
| Moin — té i koz               | Nou — té i koz   |
| Ou — té i koz                 | zot — té i koz   |
| Li — té i koz                 | Banna — té i koz |

Exemple : "M'i rapel, zot té i vien touzhour sanm boutey lë ronm" = "Je me rappelle, vous veniez toujours avec une bouteille de rhum"
- Enfin on note l'existence d'une troisième variante basilectale très rare

| Koz (Parler) passé inaccompli |                        |
| Moin - té/lété ki koz         | Nou — té/lété ki koz   |
| Ou — té/lété ki koz           | zot — té/lété ki koz   |
| Li — té/lété ki koz           | Banna — té/lété ki koz |

Exemple : "Kan nou la rankont anou, ou té ki kraz dann bal la poussier" = "Quand on s'est rencontré, tu dansais dans les bals populaires"
- Acrolectal (moins éloigné du français)

| Koz (Parler) passé inaccompli |                            |
| Moin — M' i kozé (koz + é)    | Nou — (i) kozé (koz + é)   |
| Ou — (i) kozé (koz + é)       | zot — (i) kozé (koz + é)   |
| Li — (i) kozé (koz + é)       | Banna — (i) kozé (koz + é) |

Étymologie : La conjugaison est alors proche de l'imparfait en français
Exemple : "M'i marshé dan la foré" = "Je marchais dans la forêt"
- Deux exceptions qui ne prennent pas de modaux verbaux : être et avoir

| Et (être) passé inaccompli |                    |
| Moin — M' (i) té ou lété   | Nou — té ou lété   |
| Ou — té ou lété            | zot — té ou lété   |
| Li — té ou lété            | Banna — té ou lété |

Étymologie : « Té » ou « lété » vient de du verbe français « être » à l'imparfait, « était ».
Exemple : "Ou lété mon zézer" = "Tu étais ma petite-amie"
| Avoir (Avoir) passé inaccompli |                      |
| Moin - lavé ou navé            | Nou — lavé ou navé   |
| Ou — lavé ou navé              | zot — lavé ou navé   |
| Li — lavé ou navé              | Banna — lavé ou navé |

Étymologie : « Lavé » ou « Navé » vient du verbe français « avoir » à l'imparfait, « avait »
Exemple : "Lontan lavé tortï d'ter La Rénion !" = "Il y a longtemps, il y avait des tortues de terre à La Réunion"
Pour former la négation il suffit de rajouter "Pa" (pas), "Poin" (pas ; avec le verbe "avoir" pour la possession) "Pï" (plus) ou "Zhamé" (jamais) après le verbe :
Ou té i koz pa ek li (Tu ne lui parlais pas); Lï lavé poin la moné pou ashëté in soulié (Il n'avait pas l'argent pour acheter des chaussures)

### L'accompli
| Koz (Parler) accompli |                   |
| Moin — la koz(é)      | Nou — la koz(é)   |
| Ou — la koz(é)        | zot — la koz(é)   |
| Li — la koz(é)        | Banna — la koz(é) |

Exemple :Ou la asper alï lontan ?" = "Tu l'as attendu longtemps ?"
| Avoir (Avoir) accompli |                    |
| Moin — la ganÿ(é)      | Nou — la ganÿ(é)   |
| Ou — la ganÿ(é)        | zot — la ganÿ(é)   |
| Li — la ganÿ(é)        | Banna — la ganÿ(é) |

Exemple :"Moin la ganÿ in tablet pou Nohel" = "J'ai eu une tablette pour Noël
| Et (Être) accompli |                    |
| Moin — lété/la té  | Nou — lété/la té   |
| Ou — lété/ la té   | zot — lété/la té   |
| Li — lété/la té    | Banna — lété/la té |

Étymologie : « La » vient de l'auxiliaire français du passé composé « avoir », « a ».
Exemple : "Banna lété manzhé par bann rëkin" = "Ils ont été mangés par les requins"
Pour former la négation il suffit de rajouter "Pa" (pas), "Pï" (plus) ou "Zhamé" (jamais) entre le marqueur de temps "la" et le verbe :
Banna la pa parti oir zot proféssër (Ils ne sont pas allés voir leurs professeurs);

### Le passé accompli
| Koz (Parler) passé accompli |                          |
| Moin — lavé/navé koz(é)     | Nou — lavé/navé koz(é)   |
| Ou — lavé/navé koz(é)       | Zot — lavé/navé koz(é)   |
| Li — lavé/navé koz(é)       | Banna — lavé/navé koz(é) |

Exemple : "Lï lavé nï ek nou zhour-là" = "Il était venu avec nous ce jour-là"
| Avoir (Avoir) passé accompli |                           |
| Moin — lavé/navé ganÿ(é)     | Nou — lavé/navé ganÿ(é)   |
| Ou — lavé/navé ganÿ(é)       | Zot — lavé/navé ganÿ(é)   |
| Li — lavé/navé ganÿ(é)       | Banna — lavé/navé ganÿ(é) |

Exemple : "Nout tout navé ganÿ la grip" = "On avait tous eu la grippe"
| Et (Être) passé accompli |                      |
| Moin — lavé/navé té      | Nou — lavé/navé té   |
| Ou — lavé/navé té        | Zot — lavé/navé té   |
| Li — lavé/navé té        | Banna — lavé/navé té |

Exemple : "Ou lavé té béké par lë martin" : "Tu avais été mordu par le martin"
Pour former la négation il suffit de rajouter "Pa" (pas), "Pï" (plus), ou "Zhamé" (jamais) entre le marqueur de temps "lavé/navé" et le verbe :
Moin lavé zhamé ginÿ mon ti-kat-sou (Je n'avais jamais reçu mon salaire) ; Zhour-là, ou lavé pa dénonss amoin ek la loi (Ce jour-là, tu ne m'avais pas dénoncé à la police)

### Le terminatif
| Koz (Parler) terminatif    |                             |
| Moin — la fine/fine koz(é) | Nou — la fine/fine koz(é)   |
| Ou — la fine/fine koz(é)   | zot — la fine/fine koz(é)   |
| Li — la fine/fine koz(é)   | Banna — la fine/fine koz(é) |

Exemple : "Zot la fine pran zot tante ?" = "Vous avez déjà pris votre panier ?"
| Avoir (Avoir) terminatif    |                              |
| Moin — la fine/fine ganÿ(é) | Nou — la fine/fine ganÿ(é)   |
| Ou — la fine/fine ganÿ(é)   | zot — la fine/fine ganÿ(é)   |
| Li — la fine/fine ganÿ(é)   | Banna — la fine/fine ganÿ(é) |

Exemple : "Moin la fine ganÿ mon gouté hin ! Aster lé bon, mersi !" = "J'ai déjà eu mon compte hein ! Maintenant ça suffit, merci !"
Pour former la négation, il faut remplacer "fine" par "pankor" ou "pokor" :
Banna la pankor ganÿ zot Bac (ils n'ont pas encore eu leur bac).

### Passé prospectif
| Koz (Parler) passé prospectif |                           |
| Moin — té (i) sar koz(é)      | Nou — té (i) sar koz(é)   |
| Ou — té (i) sar koz(é)        | zot — té (i) sar koz(é)   |
| Li — té (i) sar koz(é)        | Banna — té (i) sar koz(é) |

Exemple : "Nou té i sar pran lavion ler siklone l'arivé !" = "On allait prendre l'avion quand le cyclone est arrivé !"
| Avoir (Avoir) passé prospectif |                            |
| Moin — té (i) sar ganÿ(é)      | Nou — té (i) sar ganÿ(é)   |
| Ou — té (i) sar ganÿ(é)        | zot — té (i) sar ganÿ(é)   |
| Li — té (i) sar ganÿ(é)        | Banna — té (i) sar ganÿ(é) |

Exemple : "Moin té i sar ganÿ mon bourss kan lë CROUS la konmanss fé la grev !" = "J'allais avoir ma bourse quand le CROUS s'est mis en grève !"
Pour former la négation il suffit de rajouter "Pa" (pas), "Pï" (plus) ou "Zhamé" (jamais) entre le marqueur de temps "té (i) sar" et le verbe :
Nï té i sar pa oir azot (Nous n'allions pas les voir)

### Progressif passé
| Koz (Parler) progressif passé |                       |
| Moin — té pou koz(é)          | Nou — té pou koz(é)   |
| Ou — té pou koz(é)            | zot — té pou koz(é)   |
| Li — té pou koz(é)            | Banna — té pou koz(é) |

Exemple : "Moin té pou tienbo mon portmoné kan voler la kapay alï" = "J'étais en train de tenir mon porte-feuille quand un voleur me l'a volé"
| Avoir (Avoir) progressif passé |                        |
| Moin — té pou ganÿ(é)          | Nou — té pou ganÿ(é)   |
| Ou — té pou ganÿ(é)            | zot — té pou ganÿ(é)   |
| Li — té pou ganÿ(é)            | Banna — té pou ganÿ(é) |

Étymologie : « Té pou » vient du français « Était pour ».
Exemple : "Lï té pou ganÿ son moné kan patron la déssid pï donn alï" = "Il était en train de le payer quand le patron a décidé de ne plus lui donner sa paye"

### Passé terminatif
| Koz (Parler) passé terminatif |                        |
| Moin — té fine koz(é)         | Nou — té fine koz(é)   |
| Ou — té fine koz(é)           | zot — té fine koz(é)   |
| Li — té fine koz(é)           | Banna — té fine koz(é) |

Exemple : "Nou té fine arivé" = "On était déjà arrivé"
| Avoir (Avoir) passé terminatif |                         |
| Moin — té fine ganÿ(é)         | Nou — té fine ganÿ(é)   |
| Ou — té fine ganÿ(é)           | zot — té fine ganÿ(é)   |
| Li — té fine ganÿ(é)           | Banna — té fine ganÿ(é) |

Exemple : "Lerla zot té fine ganÿ zot loto non ?" = "À ce moment-là, vous aviez déjà eu votre voiture non ?"
Pour former la négation, il faut remplacer "fine" par "pankor" ou "pokor" :
Nou té pokor koz ek li (on ne lui parlait pas encore)

### Futur non accompli
- Un exemple régulier

Basilectal (plus éloigné du français)
| Koz (Parler) futur non accompli |                      |
| Moin — va/wa koz(é)             | Nou — va/wa koz(é)   |
| Ou — va/wa koz(é)               | Zot — va/wa koz(é)   |
| Li — va/wa koz(é)               | Banna — va/wa koz(é) |

Exemple : "Lï wa pran inta lë tan pou prépar alï, m'i koné moin !" = "Elle prendra beaucoup de temps pour se préparer, je la connais !"
| Avoir (avoir) futur non accompli |                    |
| Moin — va/wa ganÿ                | Nou — va/wa ganÿ   |
| Ou — va/wa ganÿ                  | Zot — va/wa ganÿ   |
| Li — va/wa ganÿ                  | Banna — va/wa ganÿ |

Étymologie : « Va » vient du futur du verbe « aller » en français, « Va »
Exemple : "Afol pa, ou wa ganÿ out portab po Nohel !" = "Ne t'inquiète pas tu vas avoir ton portable pour Noël !"
Pour former la négation il suffit de rajouter "Pa" (pas), "Pï" (plus) ou "Zhamé" (jamais) entre le marqueur de temps "va" et le verbe :
Afol pa, nï va pa bït alï kan nï sar an Franss (Ne t'inquiètes pas, on ne le croisera pas quand on sera en France)
Acrolectal (moins éloigné du français)
| Koz (Parler) futur non accompli            |                                      |
| Moin — M' (i) koz ra/ar (koz+ra ou koz+ar) | Nou — koz ra/ar(koz+ra ou koz+ar)    |
| Ou — koz ra/ar (koz+ra ou koz+ar)          | Zot — koz ra/ar (koz+ra ou koz+ar)   |
| Li — koz ra/ar (koz+ra ou koz+ar)          | Banna — koz ra/ar (koz+ra ou koz+ar) |

Exemple : "Nou parl ra alï" = "On va le gronder"
| Avoir (avoir) futur non accompli              |                                          |
| Moin — M' (i) ganÿ ra/ar (ginÿ+ra ou ginÿ+ar) | Nou — ganÿ ra/ar (ginÿ+ra ou gin+ar)     |
| Ou — ganÿ ra/ar (ganÿ+ra ou ginÿ+ar)          | Zot — ganÿ ra/ar (ganÿ+ra ou ginÿ+ar))   |
| Li — ganÿ ra/ar (ganÿ+ra ou ginÿ+ar)          | Banna — ganÿ ra/ar (ganÿ+ra ou ginÿ+ar)) |

Étymologie : La terminaison « -ra » vient d'une des terminaisons du futur en français, « -era ».
Exemple : "Lï ganÿ ra in vélo ek moin" = "Il aura un vélo avec moi"
Cette déclinaison du futur est surtout utilisée pour les phrases négatives
| Koz (Parler) futur non accompli |                       |
| Moin — M' (i) koz rapa/arpa     | Nou — koz rapa/arpa   |
| Ou — koz rapa/arpa              | Zot — koz rapa/arpa   |
| Li — koz rapa/arpa              | Banna — koz rapa/arpa |

Exemple : "Nou prann arpa la rout an kornish" = "On ne va pas prendre la route du littoral"
| Avoir (avoir) futur non accompli |                        |
| Moin — M' (i) ganÿ rapa/arpa     | Nou — ganÿ rapa/arpa   |
| Ou — ganÿ rapa/arpa              | Zot — ganÿ rapa/arpa   |
| Li — ganÿ rapa/arpa              | Banna — ganÿ rapa/arpa |

Exemple : "Moin ganÿ arpa travay-là, moin lé sïr !"= "Je ne vais pas avoir ce boulot, j'en suis sûr"
- Deux exceptions qui ne prennent pas forcément de modaux verbaux : être et avoir

| Et (être) futur non accompli |                 |
| Moin / M'— i sar/sra         | Nou — sar/sra   |
| Ou — sar/sra                 | Zot — sar/sra   |
| Li — sar/sra                 | Banna — sar/sra |

Étymologie : « Sar/sra » vient du futur du verbe « être » en français, « sera ».
Exemple : "Ou sar gran plï tar ou !" = "Tu seras grand plus tard toi !"
| Avoir (Avoir) futur non accompli |                           |
| Moin — nora/lora/nar/lar         | Nou — nora/lora/nar/lar   |
| Ou — nora/lora/nar/lar           | Zot — nora/lora/nar/lar   |
| Li — nora/lora/nar/lar           | Banna — nora/lora/nar/lar |

Étymologie : « Nora » ou « lora » vient du futur du verbe « Avoir » en français, « Aura »
Exemple : "Kissa nar la moné po pey lë parking ?" = "Qui est-ce qui aura de l'argent pour payer le parking ?"
Pour former la négation il suffit de rajouter "Pa" (pas), "Poin" (pas ; avec le verbe "avoir" pour la possession), "Pï" (plus) ou "Zhamé" (jamais) après le verbe :
Moin lora poin lë loto pou alé anparti ek zot (Je n'aurai pas de voiture pour venir en pick-nick avec vous)

### Futur prospectif
| Koz (Parler) futur prospectif |                                   |
| M' — i sa/sar/sava koz(é)     | Nou / N' — (i) sa/sar/sava koz(é) |
| Ou — (i) sa/sar/sava koz(é)   | zot — i sa/sar/sava koz(é)        |
| Li — (i) sa/sar/sava koz(é)   | Banna — i sa/sar/sava koz(é)      |

Exemple : "Moin sar kass mang, ou vë ?" = "Je vais ramasser des mangues, tu en veux ?"
| Et (être) futur prospectif |                               |
| M' — i sa/sar/sava et      | Nou / N' — (i) sa/sar/sava et |
| Ou — (i) sa/sar/sava et    | zot — i sa/sar/sava et        |
| Li — (i) sa/sar/sava et    | Banna — i sa/sar/sava et      |

Exemple : "Moin sar et annuiyé-là !" = "Je vais être ennuyé là" ; Cependant cette forme reste rare, on utilisera le plus souvent "Moin sar annuiyé-là"
| Avoir (ginÿ) futur prospectif |                                    |
| M' — i sa/sar/sava ganÿ(é)    | Nou / N' — (i) sa/sar/sava ganÿ(é) |
| Ou — (i) sa/sar/sava ganÿ(é)  | zot — i sa/sar/sava ganÿ(é)        |
| Li — (i) sa/sar/sava ganÿ(é)  | Banna — i sa/sar/sava ganÿ(é)      |

Étymologie : « Sa/sar/sava » vient de « S'en va » ou « Ça va » en français.
Exemple : "Ou sar ganÿ in kozman ou lâ !" = "Tu vas te faire gronder !"
Pour former la négation il suffit de rajouter "Pa" (pas), "Pï" (plus) ou "Zhamé" (jamais) entre le marqueur de temps "sar" et le verbe :
Zot sar pa done larzhan pou bann malërë ? (Vous n'allez pas donner de l'argent aux pauvres ?)

### Futur terminatif
| Koz (Parler) futur terminatif |                         |
| Moin — sar fine koz(é)        | Nou — sar fine koz(é)   |
| Ou — sar fine koz(é)          | zot — sar fine koz(é)   |
| Li — sar fine koz(é)          | Banna — sar fine koz(é) |

Exemple : "Zot sar fine manzhé ler moin v'arivé" = "Vous aurez déjà mangé quand je vais arriver"
| Avoir (Avoir) futur terminatif |                          |
| Moin — sar fine ganÿ(é)        | Nou — sar fine ganÿ(é)   |
| Ou — sar fine ganÿ(é)          | zot — sar fine ganÿ(é)   |
| Li — sar fine ganÿ(é)          | Banna — sar fine ganÿ(é) |

Exemple : "Banna sar fine ganÿ lamand kan ou va ginÿ bouzh lë loto !" = "Ils auront déjà eu une amende avant que tu puisses déplacer la voiture !"
Pour former la négation, il faut remplacer "fine" par "pankor" ou "pokor" :
Zot sar pankor kour sanm nou (Vous n'allez pas encore courir avec nous)

### Futur progressif
| Koz (Parler) futur progressif |                      |
| Moin — M' (i) sar pou koz(é)  | Nou — sar pou koz(é) |
| Ou — sar pou koz(é)           | zot — la koz(é)      |
| Li — sar pou koz(é)           | Banna — la koz(é)    |

Exemple : "Nou sar pou mor kan bann ponpié v'arivé" = "On sera en train de mourir quand les pompiers vont arriver
| Avoir (Avoir) futur progressif |                         |
| Moin — M' (i) sar pou ganÿ(é)  | Nou — sar pou ganÿ(é)   |
| Ou — sar pou ganÿ(é)           | zot — sar pou ganÿ(é)   |
| Li — sar pou ganÿ(é)           | Banna — sar pou ganÿ(é) |

Exemple : "Moin sar pou kuir kan dëmoune v'ariv la kaz" = "Je serais en train de cuisiner quand les gens vont arriver à la maison"
Il n'existe pas de négation au progressif passé

### Conditionnel non accompli
| Koz (Parler) conditionnel non accompli |                       |
| M' — i kozré (+ré)                     | Nou — (i) kozré (+ré) |
| Ou — (i) kozré (+ré)                   | zot — i kozré (+ré)   |
| Li — (i) kozré (+ré)                   | Banna — i kozré (+ré) |

Exemple : "Ou sonÿré ankor kabri si moin lavé pa donn aou travay" = "Tu élèverais encore des chèvres si je ne t'avais pas donné du travail"
| Avoir (avoir) conditionnel non accompli |                     |
| M' — i noré/loré                        | Nou — (i) noré/loré |
| Ou — (i) noré/loré                      | zot — i noré/loré   |
| Li — (i) noré/loré                      | Banna — i noré/loré |

Exemple : "Ek siklone-là, moin loré fin si lavé poin manzhay la kaz
| Et (Être) conditionnel non accompli |               |
| M' — i sré                          | Nou — (i) sré |
| Ou — (i) sré                        | zot — i sré   |
| Li — (i) sré                        | Banna — i sré |

Etymologie : La terminaison « -ré » vient de la terminaison du conditionnel en français, « -erai »
Exemple : "Banna sré mor zhordï si ou lavé pa sov azot !" = "Ils seraient morts aujourd'hui si tu ne les avais pas sauvés !"
Pour former la négation il suffit de rajouter "Pa" (pas), "Poin" (pas ; avec le verbe "avoir" pour la possession) "Pï" (plus) ou "Zhamé" (jamais) après le verbe :
Nou manzhré pa laviann koshon si nou té ankor mïzïlman (Nous ne mangerions pas de porc si nous étions encore musulmans)

### Conditionnel accompli
| Koz (Parler) conditionnel accompli |                     |
| Moin — noré koz(é)                 | Nou — noré koz(é)   |
| Ou — noré koz(é)                   | zot — noré koz(é)   |
| Li — noré koz(é)                   | Banna — noré koz(é) |

Exemple : "Moin noré dï alé oir lë dokter" = "J'aurai dû aller voir le médecin"
| Avoir (Avoir) conditionnel accompli |                      |
| Moin — noré ganÿ(é)                 | Nou — noré ganÿ(é)   |
| Ou — noré ganÿ(é)                   | zot — noré ganÿ(é)   |
| Li — noré ganÿ(é)                   | Banna — noré ganÿ(é) |

| Et (Être) conditionnel accompli |                       |
| Moin — norté/noré té            | Nou — norté/noré té   |
| Ou — norté/noré té              | zot — norté/noré té   |
| Li — norté/noré té              | Banna — norté/noré té |

Étymologie : « Noré » vient du verbe « Avoir » au conditionnel en français, « Aurai »
Exemple : "Nou narté malërë si nou lavé pa ginÿ lë Loto" = "On aurait été pauvre si on n'avait pas gagné au Loto"
Pour former la négation il suffit de rajouter "Pa" (pas), "Pï" (plus) ou "Zhamé" (jamais) entre le marqueur de temps "noré/loré" et le verbe :
Toué loré pa ginÿ in mok si toué té i travay lékol (Tu n'aurais pas eu une mauvaise note si tu travaillais à l'école)

### Conditionnel progressif
| Koz (Parler) conditionnel progressif |                                 |
| Moin — noré/loré té pou koz(é)       | Nou — noré/loré té pou koz(é)   |
| Ou — noré/loré té pou koz(é)         | zot — noré/loré té pou koz(é)   |
| Li — noré/loré té pou koz(é)         | Banna — noré/loré té pou koz(é) |

Exemple : "Zot noré té pou fé zot lësson ankor si moin navé pa ed azot" = "Vous auriez été en train de faire vos devoirs encore si je ne vous avez pas aidé"
| Koz (Parler) conditionnel progressif |                          |
| Moin — norté pou koz(é)              | Nou — norté pou koz(é)   |
| Ou — norté pou koz(é)                | zot — norté pou koz(é)   |
| Li — norté pou koz(é)                | Banna — norté pou koz(é) |

Exemple : "Moin narté pou kass mang si ou lavé pa débark kom'a" = "J'aurai été en train de cueillir des mangues si tu n'avais pas débarqué comme ça"
| Avoir (Avoir) conditionnel progressif |                           |
| Moin — norté pou ganÿ(é)              | Nou — norté pou ganÿ(é)   |
| Ou — norté pou ganÿ(é)                | zot — norté pou ganÿ(é)   |
| Li — norté pou ganÿ(é)                | Banna — norté pou ganÿ(é) |

Étymologie : « Noré/loré té pou » vient du français « Aurai été pour »
Exemple : "Banna narté pou ganÿ inta larzhan si banna lavé pa plané !" = "Ils auraient été en train de gagner beaucoup d'argent s'ils n'avaient pas déconné !"
Il n'existe pas de négation au conditionnel progressif

### Conditionnel terminatif
| Koz (Parler) conditionnel terminatif |                                   |
| Moin — norté/loré té fine koz(é)     | Nou — norté/loré té fine koz(é)   |
| Ou — norté/loré té fine koz(é)       | zot — norté/loré té fine koz(é)   |
| Li — norté/loré té fine koz(é)       | Banna — norté/loré té fine koz(é) |

Exemple : " Moin norté fine gran si moin lavé éné minm zhour kë ou" = "J'aurai déjà été grand si j'étais né le même jour que toi"
Il n'existe pas de négation au conditionnel terminatif

### Impératif
- a) Utilisation de la forme longue d'un verbe (seulement pour la deuxième personne du singulier)
  - ex : Manzhé ! (Mange !)
- b) Utilisation dans certains cas de la forme infinitive
  - ex : Aoir pou lï in respé ! (Aie du respect pour lui !) Tënir sa pou moin (Tiens ça pour moi)
- b) Utilisation de la forme habituelle d'un verbe avec le pronom personnel objet après (valable pour la deuxième personne du singulier et la deuxième personne du pluriel) :
  - ex : Koz azot ! (Parlez !) Vien aou ter-là ! (Viens ici !)
- c) Emploi de l'expression anon en manière d'exhortation (correspond à la 2e personne de l'impératif pluriel français)
  - ex : Anon baré ! (Allons-y !) Anon koz ansanm Manuel ! (Allons parler avec Manuel !) Anon kraz inn ti séga ! (Dansons le séga !)

## Une petite littérature en créole réunionnais

### Quelques proverbes en créole réunionnais
- « Bon Dié i pini pa le ross » (Dieu ne punit pas les galets) : On récolte ce que l'on sème.
- « Kont pa sï bato mon frer pou sot la rivier » (Ne compte pas sur le bateau de mon frère pour traverser la rivière) : Ne pas compter sur les autres pour avancer.
- « Koulër la po la pa koulër lë ker » (La couleur de la peau n'est pas la couleur du cœur) : La couleur de la peau ne vous dit pas quel genre de personnage est l'autre.
- « Sat i frékant lë shien i gïny lë pïs » (Celui qui fréquente les chiens attrapent des puces) : On n'a que ce qu'on a cherché si on fréquente n'importe qui.
- « Foutan i angress pa koshon » (Les paroles ironiques n'engraissent pas les cochons) : La critique est facile, l'art est difficile.
- « Tortï i oi pa son kë » (La tortue ne voit pas sa queue) : On ne peut réaliser quelque chose d'impossible.
- « Krapo i argard aou, ou la pa blizhé get alï gro zië » (Le crapaud te regarde, tu n'es pas obligé de le regarder avec des gros yeux) : Ce n'est pas parce qu'on vous regarde que vous devez défigurer l'autre.
- « Ti ash i koup gro boi » (La petite hache coupe de gros morceaux de bois) : Avec de la persévérance on arrive à ses fins.
- « Kan la rivier i dsann, la bou i dsann ansanm » (Quand la rivière descend, la boue descend avec elle) : Lorsqu'un scandale arrive, tous ceux qui y sont impliqués ne doivent pas passer à travers les mailles.
- « Bëf dëvan i boir dëlo prop» (Le bœuf de devant boit de l'eau propre) : Premier arrivé, premier servi.
- « La lang na poin lë zo» (La langue n'a pas d'os) : Il faut se méfier des commérages.
- « Bon kari i fé dann vië karay» (Le bon cari se fait dans une vieille marmite) : C'est dans les vieux pots qu'on fait la bonne soupe.
- « Kan gro bëf i sharzh, sort dëvan» (Quand le gros bœuf charge, sort devant) : Attention au patron en colère.
- « Get ek lë zië, fini ek lë kër» (Regarder avec les yeux, finir avec le cœur) : Trouver du plaisir en tout mais se régaler seulement en souvenir.
- « Kalbass amer i suiv la rassine» (La calebasse amère suit la racine) : Tel père, tel fils
- « Na in zhour i apel dëmin» (Il y a un jour qui s'appelle demain) : On ne peut pas être malheureux tous les jours
- « I fé pa la bou avan la plï» (Il n'y a pas de boue avant la pluie) il ne faut pas mettre la charrue avant les bœufs
- « Poul i ponn pa kanor» (Une poule ne pond pas un canard) : Les chiens ne font pas les chats
- « Ou done in pié, i pran in karo» (Tu lui donnes un plant, il prend le champ) : Donne la main, on te prend le bras
- « Dann wi na poin batay» (Dans un oui il n'y a pas de baston) : Avec un oui, il n'y a pas de dispute
- « Goni vid i tien pa dëbout» (Un sac de jute vide ne tient pas debout) : Avoir le ventre vide rend faible
- « Si tonton la di wi, rod pa kossa va dir tantine» (Si tonton a dit oui, ne cherche pas ce que va dire tatie) : Ne pas s'encombrer d'opinions trop diverses avant d'entreprendre quelque chose
- « Kan i koz ek Boukané, Sossis i ress pandiyé» (Quand on parle au Boucané, Saucisse reste accroché) : Quand on parle à Jean, Pierre n'a pas la parole
- « Dë poul i ponn pa dann minm ni» (Deux poules ne pondent pas dans le même nid) : Plusieurs femmes ne peuvent pas vivre dans le même ménage
- « Kan la mer i bat, kit alï bat» (Quand la mer est forte, laisse-la) : Laisser médire les gens, ça ne changera rien
- « Pakapab lé mor san esséyé» (Pas-Capable est mort sans essayer) : Qui ne tente rien n'a rien
- « Kass pa la tet la plï i farine, soley va arnir» (Ne te casses pas la tête si la pluie bruine, le soleil va revenir) : Après la pluie, le beau temps
- « Poul ki kakay, lï minm la ponn» (C'est la poule qui caquette qui a pondu) : L'alarme est souvent donnée par une personne qui a agi
- « Fer in noss ek in kë la morï» (Faire une noce avec la queue de la morue) : Exagérer, faire croire que l'on peut se régaler
- « Zorey koshon dann marmit poi» (Les oreilles d'un cochon dans une marmite de pois) : Faire la sourde oreille
- « Pez sï la tet pou oir si la kë i bouzh» (Appuyer sur la tête pour voir si la queue bouge) : Plaider le faux pour savoir le vrai
- « Nouri lë ver pou pik out kër» (Nourrir un ver pour se faire piquer le cœur) : Être trahi par quelqu'un à qui on a donné sa confiance
- « Kouv ti poul, sort ti kanor» (Couver des œufs de poule, avoir des canetons) : Faire des efforts pour avoir des choses mais obtenir d'autres résultats
- « La shans lë shien la pa la shans lë shat» (La chance du chien n'est pas celle du chat) : À chacun sa chance
- « Aforstan alé a l'o, kalbass i kass» (A force d'aller à l'eau, la calebasse se casse): Tant va la cruche à l'eau qu'elle se casse
- « Plant in piédboi së matin, sé rod lombrazh pou dëmin» (Planter un arbre ce matin, c'est rechercher l'ombre pour demain) : Il faut être prévoyant
- « Pou atann, kabri i manzh salad» (En attendant, le cabri mange de la salade) : Se trouver dans une situation plus que délicate et voir les autres qui s'amusent
- « Ou va oir kel koté brinzhel i sharzh» (Tu vas voir de quel côté l'aubergine va pousser) : Tu vas voir de quel bois je me chauffe
- « Fourmi i marsh sou la ter, dëmoune i koné» (Les fourmis marchent sous la terre, les gens le savent) : Tout finit toujours par se savoir
- « I koz pa ek kouyon, i donn alï rézon» (On ne parle pas avec les imbéciles, on leur donne raison) : Rien ne sert de s'entêter avec les imbéciles
- « Tout martin la zel lé blan» (Tous les martins ont les ailes blanches) : Beaucoup de choses se ressemblent, tu n'en as pas forcément l'exclusivité
- « Sat i sem in grin mahi, i asper récol in zépi» (Celui qui sème un grain de maïs, espère récolter un épi) : On espère toujours récolter le fruit de son travail
- « Gran prometër, ti donër» : Celui qui promet beaucoup, donne peu
- « Lë pan i rouver son kë, sé pou mië kashiet son pié» (Le paon qui ouvre sa queue, c'est pour mieux cacher son pied) : La beauté sert parfois à cacher les imperfections
- « Largg pa toutsuit, pou trap talër» (N'abandonne tout de suite, ça va bientôt fonctionner) : Un "tiens" vaut mieux que deux tu "l'auras"
- « Vant plin la di : "Gouyav na lë ver !" Vant vid la di : "Kit m'a oir !"» (Le ventre plein a dit : "Il y a un ver dans la goyave !" Le ventre vide a dit : "Laisse, je vais regarder") : Quand on a faim on ne fait pas la fine bouche
- « Koté m'i dor, mon bertel ansanm» (Où je dors, mon bertel est avec moi) : La femme doit suivre le mari
- « Pret larzhan in kamarad, sé perd larzhan ek out kamarad» (Prêter de l'argent à un ami, c'est perdre l'argent et l'ami) : L'argent gâte les amitiés
- « Zafer kabri la pa zafer mouton» (Les affaires des chèvres ne sont pas les affaires des moutons) : Ne mélangeons pas tout
- « Zafer kabri i ogard pa mouton» (Les affaires des chèvres ne regardent pas les moutons) : On peut être camarade mais à chacun ses problèmes
- « In bougg gabié i mor zhamé» (Un grand homme ne meurt jamais) : Les grands hommes resteront toujours dans la postérité
- « Inpë langré i nouri, tro langré i brïl» (Un peu d'engrais nourrit, trop d'engrais brûle) : Celui qui reçoit trop d'argent d'un coup, risque d'en perdre l'esprit
- « In monmon, bibron la zhamé fini» (Avec une maman, le biberon n'est jamais fini) : L'amour d'une mère est sans limite
- « In sël piédboi i fé pa in foré» (Un arbre seul ne fait pas une forêt) : L'union fait la force
- « Bëf lé for, labatoir son met» (Le bœuf est fort mais l’abattoir est son maître) : On trouve toujours plus fort que soi
- « Bëf i travay, shëval i manzh» (Le bœuf travaille, le cheval mange) : Le travail ne profite pas à ceux qui le font
- « La passians i géri la gal» (La patience guérit la gale) : La patience vient à bout de tout
- « Dann galé i tir pa dëlo» (On ne peut tirer de l'eau du galet) : à l'impossible nul n'est tenu
- « In békerdklé na poin kamarad» : Un pauvre besogneux n'a point d'ami)
- « Ansanm dësik i souk kankrëla» (C'est avec le sucre qu'on attrape les cafards) : On n'attrape pas les mouches avec du vinaigre
- « Payankë dann siel i oi pï son ti dann trou kap» (Le paille-en-queue dans le ciel ne voit plus ses petits dans le creux des rochers) : Ignorer les siens
- « Papang i manzh tek-tek» (Les papangues mangent les tek-tek) : Les gros mangent les petits, les riches appauvrissent les pauvres
- « Rëmed shëval riskap tïé bourik» (Un remède pour cheval peut tuer un âne) : Ce qui est bon pour nous ne l'est pas forcément pour les autres
- « Sat i bat sï son lestoma prëmié pou mor gra» (Celui qui se frappe la poitrine, c'est le premier à mourir en bonne santé) : Celui qui se proclame le plus fort, mourra jeune (par exemple par un coup de sabre, une balle de fusil ou un coup de poing)
- « Sak shoz nana son lan» (Chaque chose a son année) : Chaque chose en son temps
- « Tro konessër i mor kouyon» (Trop savant meurt couillon) : Celui qui prétend savoir, n'a plus l'occasion d'apprendre. Il mourra sot
- « Tout dëlo la ter pou fini dan la mer» (Toute eau sur terre finira dans la mer) : Avec le temps tout finit par se faire
- « Dëmin la pa kui, sa !» (Demain n'est pas cuit) : Il ne faut pas vivre dans le futur et ne nous berçons pas de trop d'illusions
- « La kanÿ i nouri pa sonn ti» (La flemme ne nourrit pas son petit) : Il faut travailler pour vivre et nourrir ses enfants
- « La kaz i koul, kav roul soley, pa kav roul la plï» (La maison fuit, on peut rouler le soleil mais on ne peut rouler la pluie) : On peut tromper quelqu'un mais on ne peut rouler tout le monde
- « Limitassion la tïé son met» (L'imitation a tué son maître) : À force d'imiter les autres, on oublie d'être soi-même
- « In bougg sou, sé in bougg fou» (Un homme saoul, c'est un homme fou) : L'alcool produit les mêmes effets que la folie
- « Forstan, gro moilon i fini ti pilon» (A force, le gros rocher devient un petit mortier) : On vient à bout de tout avec du travail et de la persévérance

### Quelques expressions utiles en créole réunionnais
- « Konman i lé ? » : Comment vas-tu ?
- « Siouplé» : S'il te plaît/s'il vous plaît
- « M'i sort… » : Je viens de…
- « M'i rod… » : Je cherche…
- « Oussa nou sava ? » : Où va-t-on ?
- « M'i aime aou » : Je t'aime
- « I ral pa moin » : Ça ne me dit rien (ça ne m'intéresse pas)
- « Moin la bëzoin… » : J'ai besoin de…
- « La plï i tonm » : Il pleut
- « I ginÿ pa » : Ce n'est pas possible
- « M'i konpran pa sak ou la pou dir amoin » : Je ne comprends pas ce que tu me dis
- « Nï artrouv » : Au revoir, à la prochaine (on se retrouvera)
- « Kossa ou fé ? » : Qu'est-ce que tu fais ?
- « I bez lë kolonm/bardrin » : Ça abîme la colonne vertébrale
- « Nana tro dëmoune » : Il y a trop de gens
- « Ou koné aster » : Tu sais maintenant
- « Konmien i lé sa ? » : Combien ça coûte ?
- « Moin néna in rézervassion  » : J'ai une réservation
- « Néna in shanm vid pou moin ? » : Avez-vous des chambres disponibles ?
- « Na in moune terlà ?  » : Ce siège est-il occupé ? (Y a-t-il quelqu'un ici ?)
- « M'i manzh pa laviann » : Je suis végétarien
- « Alé marsh loin don ! » : Va-t'en !
- « T'amoin sa ! » : C'est à moi ça !
- « Kossa l'ariv aou ? » : Qu'est-ce qui t'est arrivé ?
- « Kossa la fé ? » : Qu'est-ce qu'il y a ?
- « M'i koné pa » : Je ne sais pas
- « Moin la pa là/ler ek sa ! » : Je m'en fous
- « Ki-koté/kel-koté ou ret ? » : Où est-ce-que tu habites ?
- « Oussa ou sort ? » : D'où tu viens ?
- « Ou ginÿ ral amoin… ? » : Tu peux m'emmener… ?
- « Konman i fé-là ? » : Comment on fait maintenant ?
- « M'i souet aou bon laniverser ! » : Je te souhaite bon anniversaire
- « Sone amoin kan ou la fine ariv out kaz » : Appelle-moi quand tu seras arrivé chez toi
- « Kel-koté i ganÿ lë bïs ?» : Où est-ce-qu'on peut avoir un bus ?
- « Kabiné oussa i lé siouplé ?» : Où sont les toilettes s'il vous plaît ?
- « Bone nuit !» : Bonne nuit
- « Kel'ër i lé siouplé ?» : Quelle heure est-il s'il vous plaît ?
- « Kossa i vë dir... ?» : Que signifie... ?
- « La ganÿ aou sa !» : Tu t'es fait avoir !
- « Lï boir lo bénite bougg-là !» : Il est fou ce gars !
- Arèt ton mark = Garde tes conseils.
- Arèt ton mark = Cesse tes agissements.

### Textes en créole réunionnais

#### PrièreNotre père
Nout Papa

Nout Papa lao dann siel

K'out non lé rëkonï

K'out rey i ariv

K'out volonté i ginÿ fé

Sï la ter konm dann siel

Donn anou zhordï nout manzhay nou la bëzoin

Pardonn anou nout bann zofans

Konm nou pardonn ossi dëmoune

La bles anou

Kit pa nou tonm dann tantassion

Soman tir anou dann mal

Akoz lë rey, lë kapor ek la gloir,

T'aou pou bann siek ek bann siek

Amen
Notre Père

Notre Père qui est aux cieux

Que ton nom soit sanctifié

Que ton règne vienne

Que ta volonté soit faite

Sur la terre comme au ciel

Donne-nous aujourd'hui notre pain de ce jour

Pardonne-nous nos offenses

Comme nous pardonnons aussi à ceux

Qui nous ont offensés

Ne nous soumet pas à la tentation

Mais délivre-nous du mal

Car c'est à Toi qu'appartiennent le règne,

la puissance et la gloire pour les siècles des siècles

Amen

#### La Cigale et la Fourmi
Lë Grélé ek la Froumi

Lë Grélé k'la shant

Tout lété,

Navé poin arien

Ler liver l'arivé.

Lavé pa minm in boushé

La moush obien dë ver.

Li la kourï

Oir la Froumi, son voizine,

Pou kri alï lï sa mor la fin.

Lï la priyer alï done

Lëgrin pou viv

Zhiska printan.

« M'i sar pey aou, la di,

Avan laout, sa mon parol,

Lintéré ek prinssipal. »

Sëman Froumi i inm pa prété,

Sa son sël défo.

Kossa ou té fé kan té fé sho ?

La di alï.

- Tout la nuit ek lë zhour, 

Moin té pou shanté.

- Ou té pou shanté ? Bien bon, 

Aster ou ginÿ dansé.
La Cigale et la Fourmi

La Cigale, ayant chanté

Tout l'été,

Se trouva fort dépourvue

Quand la bise fut venue.

Pas un seul petit morceau

De mouche ou de vermisseau.

Elle alla crier famine

Chez la Fourmi sa voisine,

La priant de lui prêter

Quelque grain pour subsister

Jusqu'à la saison nouvelle.

Je vous paierai, lui dit-elle,

Avant l'août, foi d'animal,

Intérêt et principal.

La Fourmi n'est pas prêteuse ;

C'est là son moindre défaut.

Que faisiez-vous au temps chaud ?

Dit-elle à cette emprunteuse.

Nuit et jour à tout venant

Je chantais, ne vous déplaise.

Vous chantiez ? j'en suis fort aise :

Et bien ! dansez maintenant.

## Apprentissage du créole

### Langue maternelle et familiale
Bien que le français tende à s'imposer en tant que langue dominante dans la société réunionnaise, les Réunionnais continuent d'utiliser le créole oralement, comme langue première, maternelle et référant d'une identité. Le créole entretient avec le français un rapport diglossique, rapport qui tend de plus en plus à une « décréolisation » du créole qui a tendance à se rapprocher de plus en plus du français.

### Créole à l'école
À La Réunion, comme dans les autres départements français, la seule langue officielle est le français. Cependant, depuis 2001, les établissements scolaires du premier degré peuvent proposer soit un enseignement en langue vivante réunionnaise, soit un enseignement bilingue kréol/français. Dans le secondaire, une option « Langue et culture régionales » est proposée.
L'enseignement du créole à l'école fait l'objet de débats virulents depuis les années 1970. Un sondage IPSOS (publié le 11 novembre 2003) révèle que 47,3 % des enquêtés se déclarent favorables à l'enseignement créole à l'école contre 42,7 % qui y seraient opposés et 10 % sans opinion. Un autre sondage a été réalisé en 2009 par l'institut IPSOS sur l'opinion des Réunionnais par rapport au créole à l'école, dans lequel 61 % des personnes interrogées s'y déclarent favorables.

### Apprendre le créole
L'éditeur Assimil propose depuis 2004, non pas une méthode d'apprentissage du créole réunionnais, mais un Guide de conversation. Cet ouvrage est favorablement accueilli par les créolophones,.

## Étude du créole
Au XIXe siècle, un débat s'engagea sur le créole réunionnais entre Eugène Volcy Focard et Auguste Vinson. Durant cet échange, le premier soutint que cette langue ne devait rien au malgache et n'avait fait qu'emprunter à différents patois dérivés du français. Sur ces questions, il travailla par correspondance avec Hugo Schuchardt, professeur de l'université de Graz, en Autriche. De fait, il mena la première réflexion faite avec méthode sur l'orthographe de ce créole.